# Operatie Badr
Operatie Badr (Arabisch: عملية بدر, ʻAmaliyat Badr) was een militaire operatie van de Egyptische krijgsmacht om op 6 oktober 1973 vanaf 14:00 het Suezkanaal over te steken, en door de Israëlische Bar-Levlinie te breken teneinde een strook van vijftien kilometer diepte van de tijdens de Zesdaagse Oorlog van 1967 verloren Sinaï te heroveren. Tegelijk vielen de Syrische strijdkrachten de Golanhoogvlakte aan, onder andere in de Vallei der Tranen, om die te heroveren op Israël. Operatie Badr begon op de joodse feestdag Jom Kipoer en was het begin van de Jom Kipoer-oorlog. De operatie was genoemd naar de Slag bij Badr die de moslims in 624 wonnen, ook tijdens de maand Ramadan.

## De aanleiding
Na de Zesdaagse Oorlog hadden zowel Israël als Egypte Resolutie 242 Veiligheidsraad Verenigde Naties naast zich neergelegd: Israël bleef de Sinaï bezet houden en Egypte hield zich ogenschijnlijk aan de "drie neens" van de Resolutie van Khartoem: nee tegen erkenning van Israël, nee tegen onderhandeling met Israël, nee tegen vrede met Israël. Tussen 1957 en 1967 waren de relaties tussen Egypte en Israël echter relatief goed geweest. Egypte had de handen vol aan de oorlog in Jemen en de meeste Israëlische politici zagen gebiedsuitbreiding door middel van oorlogsvoering, nog een dominant politiek thema tussen 1949 en 1956, niet meer als een urgent politiek doel. President Gamal Abdel Nasser van Egypte hoopte in juli 1967 dan ook op korte termijn een regeling te treffen waarbij Israël zich zou terugtrekken en in ruil daarvoor diplomatieke erkenning zou krijgen en een formele, door verdragen gewaarborgde vrede, demilitarisering van de Sinaï en recht op vrije doorvaart door de Golf van Akaba en het Suezkanaal. Contacten tussen Egypte en Israël moesten echter uiterst behoedzaam plaatsvinden want Syrië bleef vasthouden aan een radicale confrontatiepolitiek. Pogingen de boodschap via de diplomatieke kanalen van de Verenigde Staten van Amerika over te brengen mislukten grotendeels. Toen de Resolutie van Khartoem werd aangenomen, was het te laat want de Israëlische reactie daarop was zeer negatief; men wilde geen contacten meer zonder voorafgaande erkenning en was daarbij niet van plan ooit Oost-Jeruzalem op te geven.
Nasser was niet bereid zich dan maar bij de status quo neer te leggen. Nu diplomatieke middelen geen optie waren, zag hij slechts een hervatting van de vijandelijkheden als een praktische oplossing. Voorlopig was hij echter gedwongen zich bescheiden op te stellen. De Zesdaagse Oorlog had Egypte militair zeer verzwakt: zowel de luchtmacht als de tankvloot waren grotendeels verloren gegaan. Met hulp van de Sovjet-Unie bouwde Egypte de Egyptische krijgsmacht weer op. Het besef was echter gegroeid dat een totale oorlog met Israël niet gewonnen kon worden. Daarom ging Nasser in 1968 over tot de zogenaamde "Uitputtingsoorlog", een langdurige campagne om via artilleriebeschietingen en aanvallen van commando’s het met een inwonersaantal van drie miljoen niet bepaald volkrijke Israël zoveel verliezen aan manschappen toe te brengen dat de Sinaï opgegeven zou worden. Israël reageerde daarop door de bezetting van de oostelijke oever van het Suezkanaal tot het uiterste minimum te beperken, minder dan duizend man. Daar construeerde men de Bar-Lev-linie, een reeks clusters van kazematten die met hun beton veiligheid boden aan de soldaten. Ook wachtte men niet passief af maar liet zich leiden door het adagium dat de aanval de beste verdediging was. Amerikaanse Phantoms werden aangeschaft die zware bombardementen uitvoerden op de infrastructuur van Egypte. Artilleriebeschietingen verdreven de Egyptische burgerbevolking uit de kanaalzone. Luchtlandingen werden uitgevoerd om de transformatorsystemen van de Aswandam te vernietigen. Men stak het Suezkanaal over om Egyptische artillerieopstellingen te verwoesten. Landingen werden uitgevoerd over de Rode Zee op de oostkust van Egypte. 
De Sovjet-Unie bouwde ten westen van het kanaal een luchtafweergordel van luchtdoelraketten op, bemand door Sovjetoperators. Die werden op hun beurt weer doelwitten van de bombardementen. De Sovjet-Unie begon met haar luchtmacht aan de oorlog deel te nemen door eskadrons jachtvliegtuigen naar Egypte te zenden. De Verenigde Staten van Amerika en de USSR zagen deze escalatie beide als een ernstig gevaar voor de wereldvrede en oefenden grote druk uit op de strijdende partijen om tot een wapenstilstand te komen. Nasser had al de conclusie getrokken dat de hele Uitputtingsoorlog een slecht idee geweest was. Israël toonde geen tekenen van uitputting. De Egyptische verliezen waren zowel in absolute zin veel zwaarder, vijftienmaal hoger, als relatief ten opzichte van de bevolkingsomvang die tienmaal hoger lag. Daarentegen was Israël, vooral de burgerbevolking, geneigd de vijandelijkheden voort te zetten. Door de Zesdaagse Oorlog had het zelfvertrouwen al een enorme oppepper gekregen en de onafgebroken reeks successen leidde tot de onwrikbare overtuiging dat men een overweldigende militaire superioriteit bezat ten opzichte van willekeurig welke Arabische staat. Het Israëlische kabinet durfde echter Richard Nixon niet te schofferen en gebruikte de algemene indruk dat Egypte toch al op het punt van instorten stond als argument dat men dus niet verder hoefde te vechten. Daarop volgde in augustus 1970 een staakt-het-vuren. 
President Nasser overleed op 28 september 1970 en Anwar Sadat volgde hem op.
Sadat wilde de Sinaï terug en stelde in februari voor dat Israël zich uit de Sinaï zou terugtrekken, dat het Suezkanaal zou heropenen en dat Israël Resolutie 242 Veiligheidsraad Verenigde Naties zou naleven met inbegrip van de regeling voor de Palestijnse vluchtelingen sinds de Arabisch-Israëlische Oorlog van 1948 en dat Egypte dan een vredesverdrag zou ondertekenen en opnieuw diplomatieke betrekkingen met de Verenigde Staten aanknopen. Israël weigerde veroverd gebied op te geven.
Vanaf maart bezocht Sadat vier keer de Sovjet-Unie om wapens en munitie te vragen.
Sadat zei openlijk dat hij oorlog wilde en noemde 1971 als het jaar van de beslissing.
De Sovjet-Unie had in 1971 nog niet genoeg wapens en munitie geleverd en de dreigementen van Sadat werden afgedaan als holle retoriek. Arabische leiders waren het in 1972 eens dat diplomatie het conflict niet kon oplossen en midden 1973 stopte alle Amerikaanse bemiddeling.
In 1972 streefden de Verenigde Staten en de Sovjet-Unie naar détente. De Arabische landen waren bezorgd, want zo zouden ze militair in het nadeel blijven tegenover Israël. Alleen een oorlog met Israël kon de Verenigde Staten en de Sovjet-Unie dwingen om het conflict te beslechten.

## De Arabische Liga

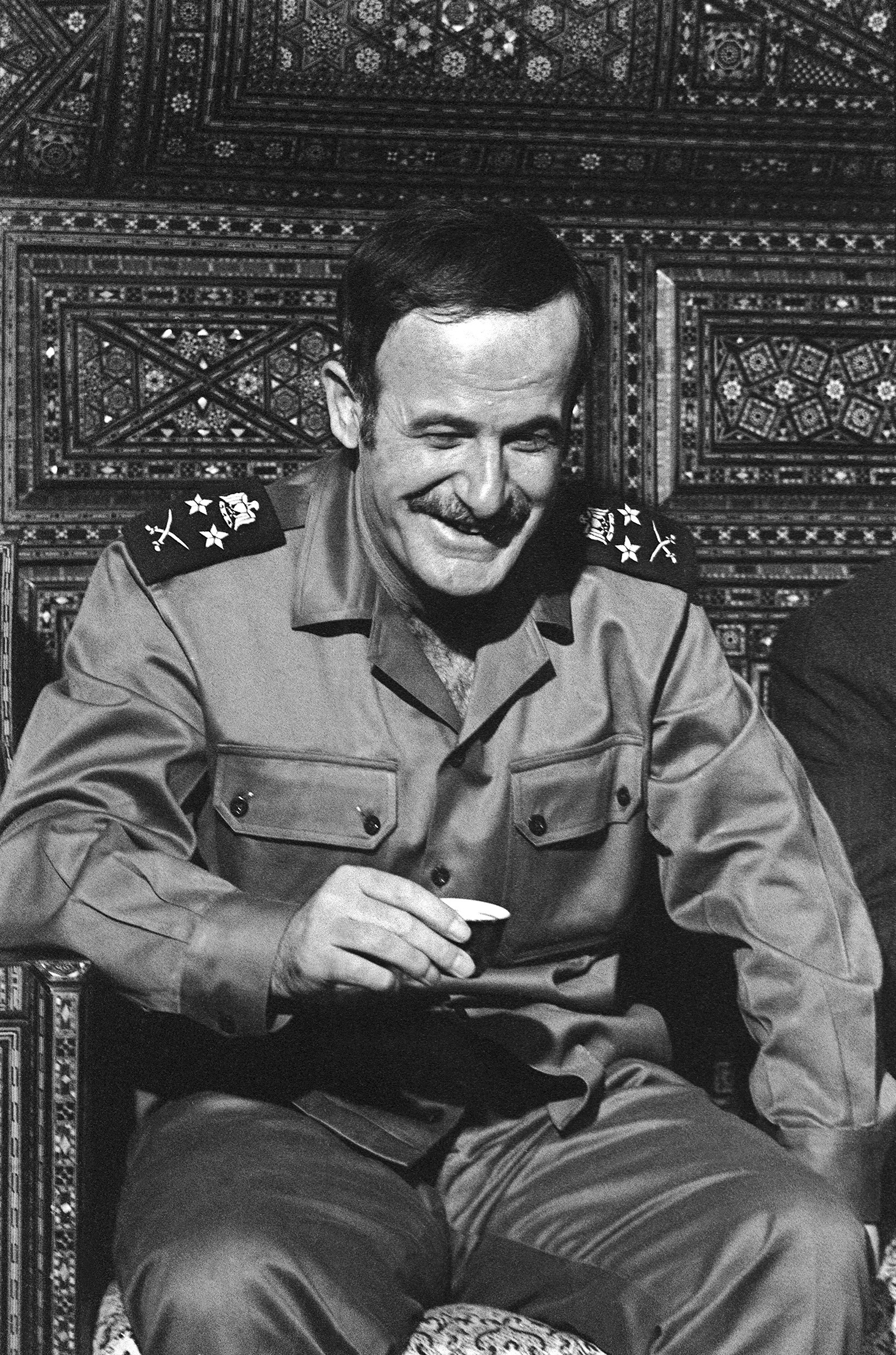
De Syrische president Hafez al-Assad ging akkoord om samen oorlog te voeren.

Op een vergadering van de gezamenlijke defensieraad van de Arabische Liga van 27 tot 30 januari 1973, stelde Egypte dat vanwege het luchtoverwicht van de Israëlische luchtmacht enkel een gelijktijdige aanval van Egypte, Syrië en Jordanië kans op slagen maakte.
De Egyptische luchtmacht en de Syrische luchtmacht met 16 squadrons van andere Arabische landen zouden numeriek de Israëlische luchtmacht overtreffen. De Israëlische luchtmacht beschikte wel over betere training, avionica, bommen en wapens. Een gelijktijdige grondaanval zou de Israëlische luchtmacht uitspreiden en de Israëlische landmacht dwingen om op twee fronten op de grond te vechten.
In januari wilde president Hafez al-Assad oorlog voeren tegen Israël.
Egypte en Syrië kwamen overeen om hun acties overeen te stemmen en hun ministers van oorlog formuleerden een gemeenschappelijke militaire strategie.
Egypte kreeg politieke steun van meerdere Arabische landen. Sadat besprak de inzet van aardolie als economisch drukkingsmiddel om westerse regeringen aan te zetten om een pro-Arabische politiek te voeren. Saoedi-Arabië en Libië waren bereid tot een olieboycot. Saoedi-Arabië, Jordanië, Irak, Koeweit, Tunesië en Marokko beloofden kleine militaire eenheden voor het front.

## De planning

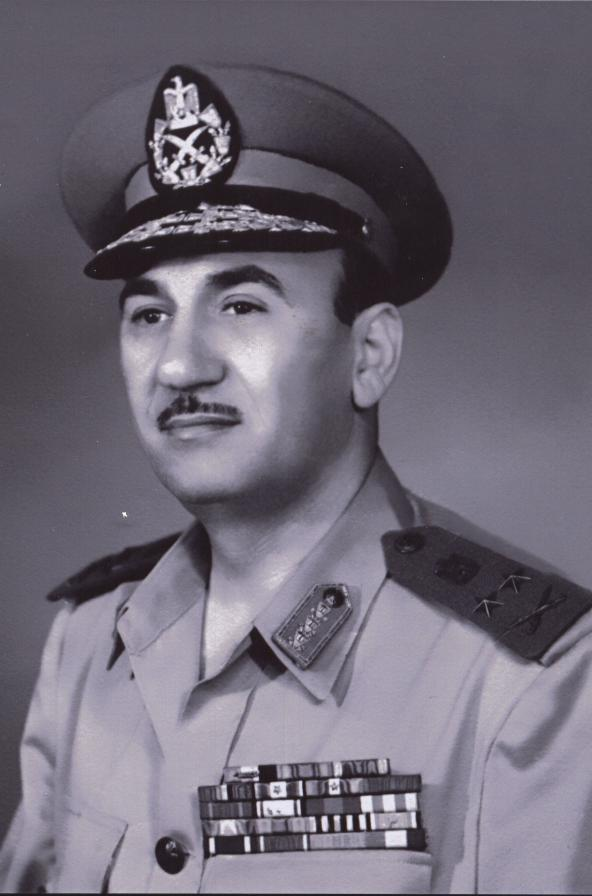
Mohamed Sadek wilde heel de Sinaï heroveren en werd vervangen.

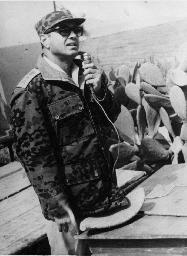
luitenant-generaal Saad El Shazly plande de oversteek van het Suezkanaal.

Minister van Oorlog, generaal Mohammed Ahmed Sadek wilde met een grote oorlog heel de Sinaï heroveren, maar zag in januari 1972 in dat het 5 tot 10 jaar zou duren om daarvoor gereed te zijn. Egypte schatte 17.000 doden om het Suezkanaal over te steken en de Sovjet-Unie 35.000. Sadek vond dat een offer van zoveel soldaten enkel kon voor herovering van veel grond. Sadat wees de argumenten van Sadek af. De Egyptische economie miste de inkomsten uit het Suezkanaal en de olievelden van de Sinaï. Het volk van Egypte was het leven tussen oorlog en vrede beu. 
Op 3 juni 1971 zei Sadat:

Ik wil dat we het offensief plannen binnen onze mogelijkheden, niet meer.
Steek het kanaal over en hou ook maar tien centimeter van de Sinaï.
Ik overdrijf uiteraard, maar dat zal me erg helpen en de politieke toestand internationaal en binnen de Arabische rangen volledig veranderen.

Sadat wilde politiek succes boeken zonder de nood aan een overweldigende militaire overwinning en dus, gezien de Egyptische krijgsmacht zwakker was dan de Israëlische defensieleger vereiste dit enkel een beperkte oorlog.
Stafchef luitenant-generaal Saad El Shazly steunde een beperkte oorlog.
Hij zag twee zwakten van Israël:
1. De kleinere bevolking maakten het onmogelijk om grote aantallen doden te aanvaarden.
2. Het was onmogelijk om voor lange tijd 18% van de joodse bevolking te mobiliseren.

Een langdurige oorlog op beperkte schaal zou beide zwaktes uitbuiten.
Generaal-majoor Mohammed Fawzi maakte regelmatig simulaties.
Toen Saad El Shazly hem op 16 mei 1971 verving bestonden er twee plannen: “Operatie 200” en “Operatie Graniet”.
De Israëlische luchtmacht beschikte over 122 McDonnell Douglas F-4 Phantom II plus 6 verkenningsvliegtuigen ervan. Om dit te compenseren ontwikkelde Egypte luchtafweer met vooral statische SAM-2, SAM-3, maar ook mobiele SAM-6 en draagbare SAM-7 luchtdoelraketten naast de ZSOe-23-4 Sjilka luchtafweertank met 4 snelvuurkanonnen van kaliber 23 mm en duizenden stukken conventioneel luchtafweergeschut. Het doel was een luchtverdediging boven de Egyptische grondtroepen. De SAM-2 en SAM-3 hadden 9 uur nodig om ze te verplaatsen en Egypte had te weinig SAM-6 om oprukkende grondtroepen te beveiligen. Shazly was daarom voor een beperkte oorlog om enkel de oostelijke oever van het Suezkanaal te heroveren.
Sadek begon in juli 1971 twee offensieven te plannen.
“Operatie 41” was een offensief langsheen heel het Suezkanaal om de belangrijkste bergpassen van de Sinaï in te nemen. De Sovjet-Unie werkte mee aan het plan, hoewel het buiten de mogelijkheden van het Egyptisch leger lag. Shazly zag het als een middel om de Sovjet-Unie aan te zetten om meer wapens te leveren. Het plan zou ook Syrië aanmoedigen om mee oorlog te beginnen.
Het plan voor “Operatie 41” was klaar in september 1971 en de maand erop vlogen Sadat en Sadek naar Moskou om het grootste wapencontract van Egypte ooit af te sluiten: 100 Mikojan-Goerevitsj MiG-21 gevechtsvliegtuiugen, 10 Toepolev Tu-16 bommenwerpers, SAM-6 luchtdoelraketten en zware artillerie. “Operatie 41” werd hernoemd tot “Operatie Graniet Twee”.
Het tweede plan “Hoge Minaretten” voorzag om op vijf plaatsen het kanaal over te steken, 10 km op te rukken en daar een verdedigende stelling aannemen.
Door maar 10 km op te rukken bleven de grondtroepen onder de bescherming van de luchtafweer. Ook dit geheim plan was in september 1971 klaar.

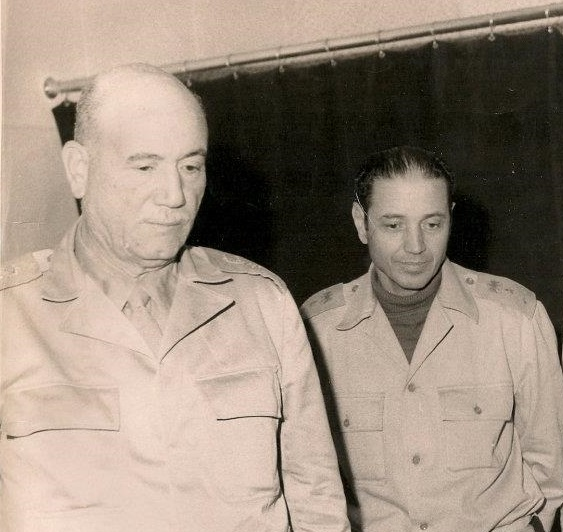
Ahmed Ismail Ali met Saad el-Shazly

Sadek bleef tegen een beperkte oorlog en Sadat verving hem door generaal-majoor Ahmed Ismail Ali. Sadat vermaande hem:

Verlies het leger niet zoals in 1967!

“Hoge Minaretten” bleef het enige doenbare plan en werd voorzien voor de lente van 1973.
Volgens schatting zou de belangrijkste Israëlische tegenaanval 7 uur na de aanval beginnen met drie pantserdivisies, terwijl ondersteuning met Egyptische tanks pas na 12 uur ter plaatse zou zijn.
Egyptische infanterie moest daarom veel anti-tank guided missiles (ATGM) en raketwerpers (RPG) meenemen, vooral RPG-7 en in minder getal het draadgeleid wapen 9M14 Maljoetka en honderden terugslagloze vuurmonden.
De met de hand gerichte 9M14 Maljoetka had een ver bereik en een krachtige springkop, maar vloog traag, zodat een tank ze kon ontwijken of terugschieten. De kleinste afstand was 500 m. Op kortere afstand moesten de RPG-7, de 82 mm B-10 en 107 mm B-11 terugslagloze vuurmonden de tanks afhouden.
Egypte had ook RPG-43 antitankgranaten. De infanterie had infrarood nachtkijkers en lasbrillen tegen verblinding door xenonlampen op tanks.
De infanterie moest dus de zware ATGMs, RPGs, vlammenwerper,s machinegeweren en landmijnen dragen voor er bruggen over het kanaal lagen.
Vijf verschillende kits werden samengesteld met waterflessen en voedsel voor 24 uur.
Er werden ook 2200 houten karretjes met vier wieltjes voorzien om 330 ton gereedschap, wapens en munitie mee te voeren.
Voor “Hoge Minaretten” moest de infanterie bruggenhoofden 5 km diep en 8 km breed vestigen.
In het begin zou er artilleriesteun vanaf de westelijke oever zijn.
Zo gauw versterkingen en tanks het kanaal waren overgestoken, zouden de bruggenhoofden 8 km diep gemaakt worden 18 uur na begin van de operatie.
De Egyptische luchtmacht en de Egyptische marine zouden Israëlische reserves naar de Bar-Levlinie vertragen.

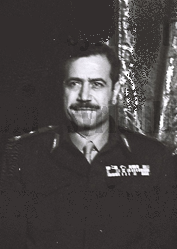
De Syrische Minister van Defensie Mustafa Tlass vaarde incognito naar Egypte

De lente van 1973 ging voorbij zonder offensief. Op 21 augustus reisden in het geheim zes hoge Syrische officieren met valse namen en paspoorten van Latakia naar Alexandrië op een passagiersschip van de Sovjet-Unie met vakantiegasten. Onder hem waren Minister van Defensie kolonel-generaal Mustafa Tlass en stafchef generaal Yusuf Shakkour. Ze vergaderden twee dagen met hun Egyptische collega’s in het hoofdkwartier van de Egyptische marine in Ras El Tin Palace.
Op 23 augustus ondertekenden Shazly en Shakkour twee documenten dat de Egyptische krijgsmacht en de Syrische strijdkrachten klaar waren voor oorlog. De presidenten Sadat en Hafez al-Assad moesten nog een datum kiezen: ofwel 7–11 september, ofwel 5–10 oktober en ze moesten hun beslissing 15 dagen voor de aanval aan hun bevelhebbers meedelen.
27 augustus, 15 dagen voor 7 september verstreek zonder antwoord van Sadat of Assad.
Op 28 en 29 augustus ontmoette Sadat Assad in Damascus en ze kwamen overeen om de oorlog in oktober te beginnen. Ze legden 6 oktober vast en informeerden Ahmed Ismail en Tlass op 22 september en die lichtten hun stafchefs in.
Op verzoek van Ahmed Ismail verordende Sadat een presidentieel decreet voor de oorlog. Zo was het pas in september, minder dan een maand voor de aanval, dat 6 oktober was vastgelegd en het offensief zou beginnen om 14:00 plaatselijke tijd te Caïro.
Er waren verschillende redenen voor 6 oktober. Het was hoogtij met weinig stroming, optimaal om het Suezkanaal over te steken. Het was volle maan om de bruggen te leggen.
6 oktober was ook de joodse feestdag Jom Kipoer: gelovige joden vasten dan en maken geen vuur of gebruiken geen elektriciteit, zodat vervoer stilligt en het grootste deel van het Israëlisch defensieleger gedemobiliseerd is.
7 oktober viel ook in de maand Ramadan en moslims wonnen hun eerste overwinning tijdens de maand Ramadan in 624 in de Slag bij Badr. “Operatie Hoge Minaretten” werd daarom hernoemd tot “Operatie Badr”.

## De Bar-Levlinie

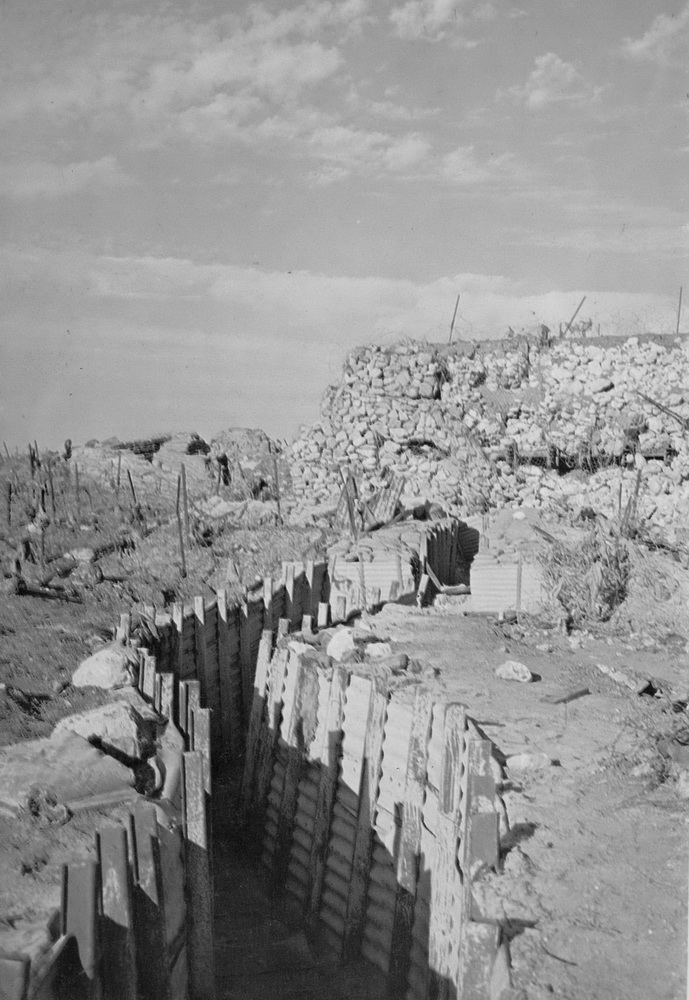
Een loopgraaf van de Bar-Levlinie. Op de achtergrond een bunker.

De Bar-Levlinie is in de lente van 1970 aangelegd voor 300 miljoen Amerikaanse dollar in 1973 en is genoemd naar de toenmalige stafchef Haim Bar-Lev.
De Israëlische genie had over 160 km langs de oostelijke oever van het Suezkanaal een zandwal van 200 m breed en 18 m hoog met 55° helling opgeworpen en versterkt met betonnen hindernissen tegen tanks en amfibische landingsvaartuigen.
De Israëli rekenden dat het minstens 24 uur zou vergen om door de zandwal te breken.
Moshe Dayan noemde het Suezkanaal de beste tankgracht ter wereld.
De generaals Ariel Sharon en Israël Tal waren tegen de Bar-Levlinie en vergeleken ze met de  Maginotlinie in de Tweede Wereldoorlog.
Sharon waarschuwde dat veel soldaten zo zouden vastzitten en een gemakkelijk doelwit vormen.
Achter de zandwal lagen om de 10 km 22 forten met 35 versterkingen. De versterkingen lagen diep in het zand en konden een bom van 500 kg weerstaan. Ze waren voorzien van loopgraven, prikkeldraad, een mijnenveld van 200 m, bunkers en shelters en geschutstellingen voor tanks.
Elke versterking had een ondergrondse tank met ruwe aardolie, die ze door buizen in het Suezkanaal konden pompen om in brand te steken.
Een tweede linie lag 400 m achter de eerste tegenover waarschijnlijke oversteekplaatsen en bood stellingen voor tanks.
Een derde linie lag 4 km achter de zandwal op de voornaamste wegen.
De Bar-Levlinie bestond uit drie sectoren: een noordelijke sector van El Arish aan de kust tot El Qantara, een centrale sector van Ismaïlia tot Abu Ageila en een zuidelijke sector van het Grote Bittermeer tot het eind van het Suezkanaal om de  bergpassen Mitla en Gedy te beveiligen.

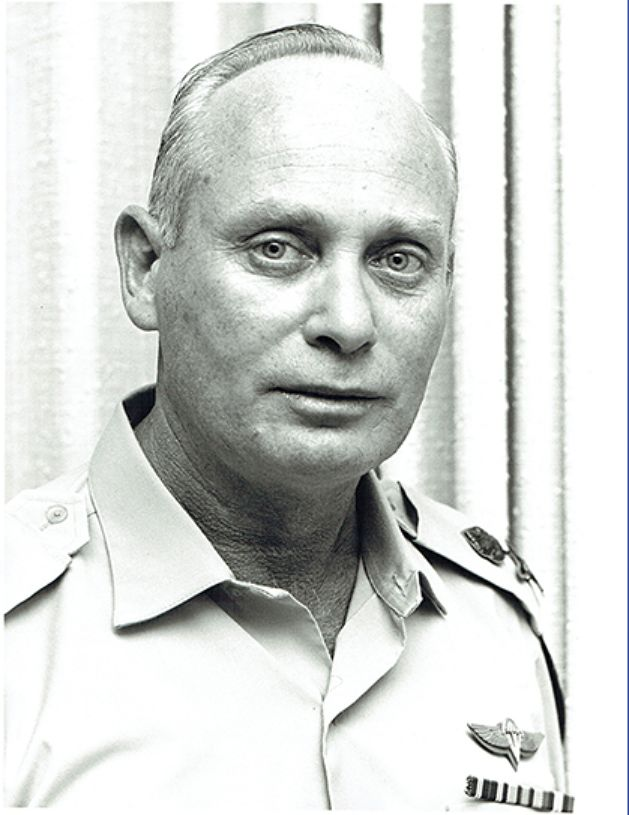
generaal-majoor Albert Mandler verdedigde de Bar-Levlinie en sneuvelde.

De 252e divisie van generaal-majoor Albert Mandler verdedigde de Bar-Levlinie met drie gepantserde brigades.
7 km achter de versterkingen lag een brigade van 115 tanks van kolonel Amnon Reshef met drie bataljons van elk 38 tanks voor de drie sectoren.
Bij een Egyptische aanval moest de brigade vooruitrijden om de stellingen langs de Bar-Levlinie te bezetten.
27 km achter het kanaal lagen nog twee tankbrigades van kolonels Gabi Amir en Dan Shomron met elk 120 tanks. De ene brigade moest de vooruit rijdende brigade versterken en de andere moest een tegenaanval uitvoeren.
Het garnizoen in de Sinaï telde 18.000 soldaten onder bevel van Shmuel Gonen, zuidelijk commandant. Een infanteriebrigade bemande op 6 oktober de versterkingen aan het kanaal en 8000 soldaten konden in een uur met de tanks oprukken.

## Het plan
De Egyptische genie moest 70 bressen van 7 m breed in die zandwal slaan, elk 1500 m³ zand.
Voor een bres zouden 60 man, een bulldozer en 300 kg explosieven er zes uur over doen.
Eind 1971 stelde de Egyptische officier Baki Zaki Youssef voor om kleine, lichte pompen op dieselolie over het Suezkanaal te varen in opblaasbare bootjes en dan het zand weg te spuiten met water van het Suezkanaal onder druk. Egypte kocht 300 Britse pompen. Uit testen bleek dat 5 van die pompen 1500 m³ zand konden wegspuiten in 3 uur. In 1972 kocht Egypte 150 krachtiger Duitse pompen aangedreven met een gasturbine en aan te voeren in een houten boot. Drie Britse en twee Duitse pompen konden een bres spuiten in twee uur.
Eens de bressen in de zandwal er waren, moest de genie 10 zware bruggen over het Suezkanaal leggen met Duitse  MTU en Sovjet TMM brugleggende tanks
en pontonbruggen, 5 lichte bruggen 10 lichte pontonbruggen en 35 veerboten.
De Egyptenaren beschikten over twee Sovjet PMP drijvende zware plooibruggen die snel te leggen en eenvoudig te herstellen waren.
In 6 uur moesten de bressen in de zandwal gespoten zijn, dan moesten de veerdiensten beginnen, en twee uur later de bruggen geslagen werden. De genie moest ook de mijnenvelden ruimen.

## De slagorde

### Egyptische landmacht

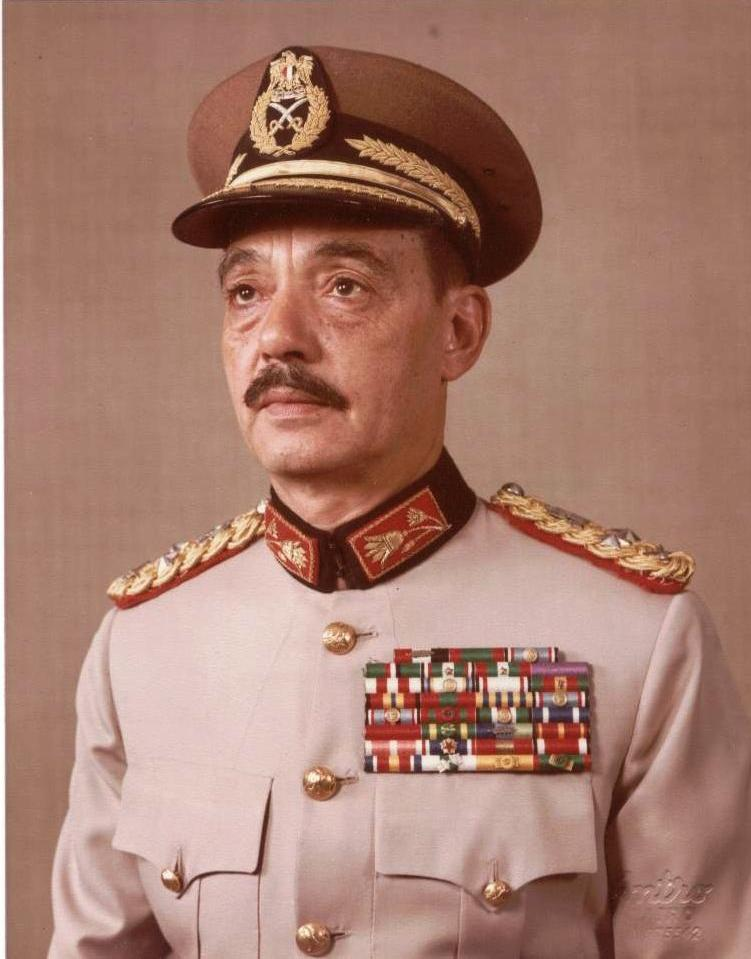
Luitenant-generaal Abdel Ghani el-Gamasy leidde de operatie

Opperbevelhebber: kolonel-generaal Ahmed Ismail Ali

Stafchef: luitenant-generaal Saad el-Shazly

Commandant van de operatie: luitenant-generaal Abdel Ghani el-Gamasy

Hoofd genie: generaal-majoor Gamal Mohamed Aly

Hoofd van de militaire inlichtingendienst: generaal-majoor Ibrahim Fouad Nassar
- Sector Port Said: Port Said en Port Fouad: generaal-majoor Omar Khalid
  - 30e infanteriebrigade: brigade-generaal Mohamed Salah el-Din
  - 135e infanteriebrigade: kolonel Mustafa el-'Abbassi
  - 10e brigade gemechaniseerde infanterie in reserve
- 2e Leger noordelijke kanaalzone: generaal-majoor Sa'adeddin Ma'moun

Stafchef: generaal-majoor Tayseer Aqad
Hoofd artillerie: generaal-majoor Mohamed Abd Al-Halim Abu Ghazala
- - 18e divisie infanterie: brigade-generaal Fuad 'Aziz Ghali
    - 90e infanteriebrigade
    - 134e infanteriebrigade
    - 136e brigade gemechaniseerde infanterie

  - 2e infanteriedivisie: brigade-generaal Hassan Abu Sa'ada
    - 4e infanteriebrigade
    - 120e infanteriebrigade
    - 117e brigade gemechaniseerde infanterie

  - 16e divisie infanterie: brigade-generaal abd Rab el-nabi Hafez
    - 16e infanteriebrigade: Abdel-Hamid Abdel-Sami
    - 112e infanteriebrigade
    - 3e brigade gemechaniseerde infanterie

  - 21e pantserdivisie brigade-generaal Ibrahim El-Orabi
    - 1e pantserbrigade: Mohamed Taufik Abu Shady, genseuveld en verbangen door Sayyid Saleh
    - 14e pantserbrigade
    - 18e brigade gemechaniseerde infanterie: Talaat Muslim

  - 23e divisie gemechaniseerde infanterie: brigade-generaal Ahmad 'Aboud el Zommer, Hassan Abd Al-Latif
    - 24e pantserbrigade
    - 116e brigade gemechaniseerde infanterie: Hussein Ridwan, gesneuveld
    - 118e brigade gemechaniseerde infanterie

  - 15e pantserbrigade: kolonel Tahseen Shanan
- 3e Leger: zuidelijke kanaalzone: generaal-majoor Mohamed Abd Al-Munim Wasel

Stafchef: generaal-majoor Mustafa Shaheen
Hoofd artillerie: generaal-majoor Munir Shash
- - 7e infanteriedivisie: brigade-generaal Ahmad Badawi Said Ahmad
    - 2e infanteriebrigade
    - 11e gemechaniseerde brigade
    - 8e gemechaniseerde brigade

  - 19e infanteriedivisie: brigade-generaal Yusuf Afifi Mohamed
    - 5e infanteriebrigade
    - 7e infanteriebrigade
    - 2e brigade gemechaniseerde infanterie

  - 4e pantserdivisie: brigade-generaal Mohamed Abd Al-Aziz Qabil
    - 2e pantserbrigade
    - 3e pantserbrigade: brigade-generaal Noureddin Abd Al-Aziz, gesneuveld
    - 6e pantserbrigade

  - 6e gemechaniseerde divisie: brigade-generaal Mohamed AbulFath Muharam
    - 22e pantserbrigade
    - 113e gemechaniseerde brigade
    - 1e gemechaniseerde brigade

  - 130e amfibische brigade: kolonel Mahmoud Shu'aib
  - 25e pantserbrigade: kolonel Ahmed Helmy Badawy
- El-Sa'ka Forces: generaal-majoor Nabeel Shukry
  - 127e El-Sa'ka Forces groep: kolonel Fuad Basyuni
  - 129e  El-Sa'ka Forces groep: kolonel Ali Heykal
  - 136e El-Sa'ka Forces groep: kolonel Kamal Atiyah
  - 139e El-Sa'ka Forces groep: kolonel Osama Ibrahim
  - 145e El-Sa'ka Forces groep: kolonel El-Sayid Sharqawy

### Israëlische landmacht

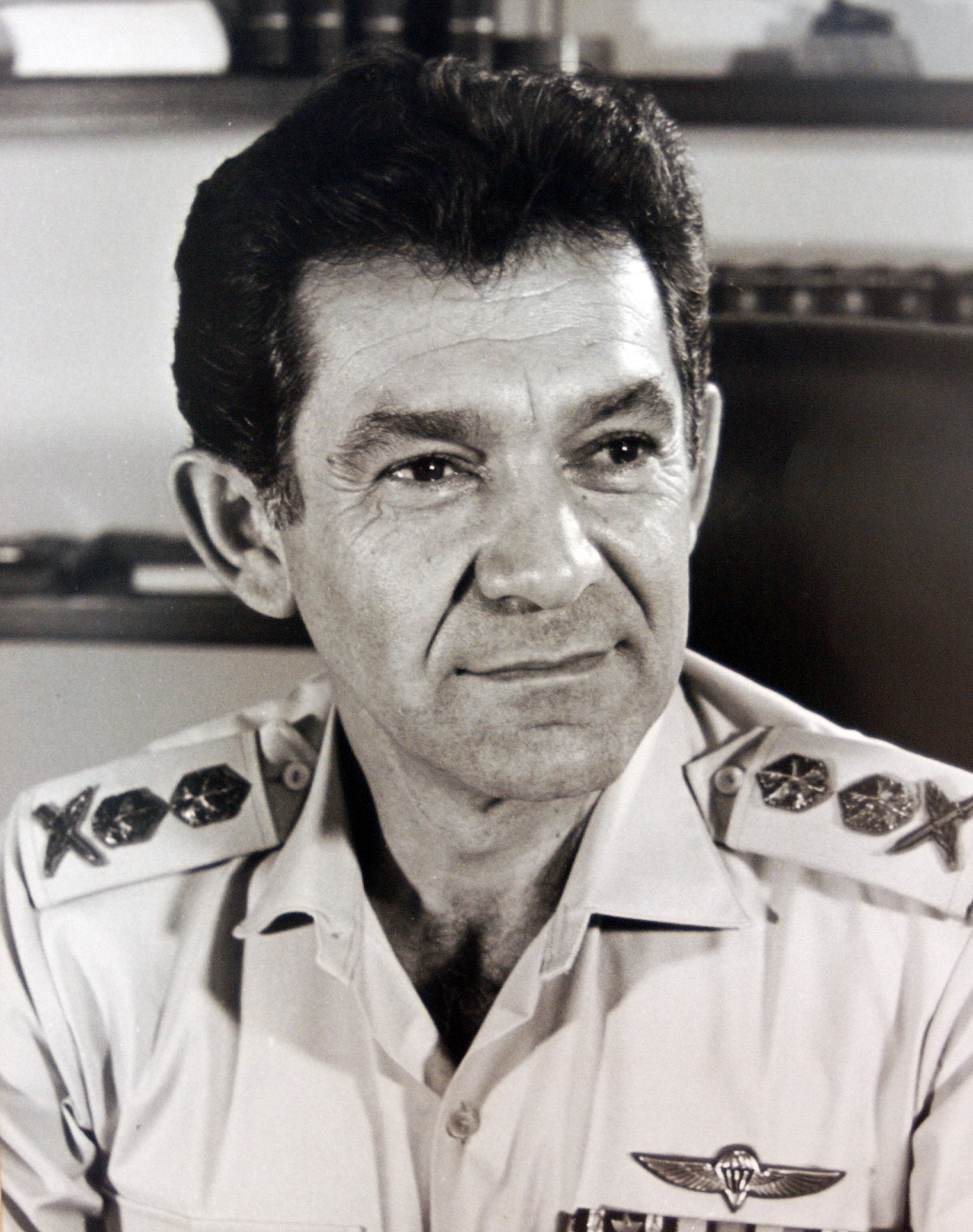
Chef van de Israëlische Generale Staf David Elazar werd na de oorlog ontslagen.

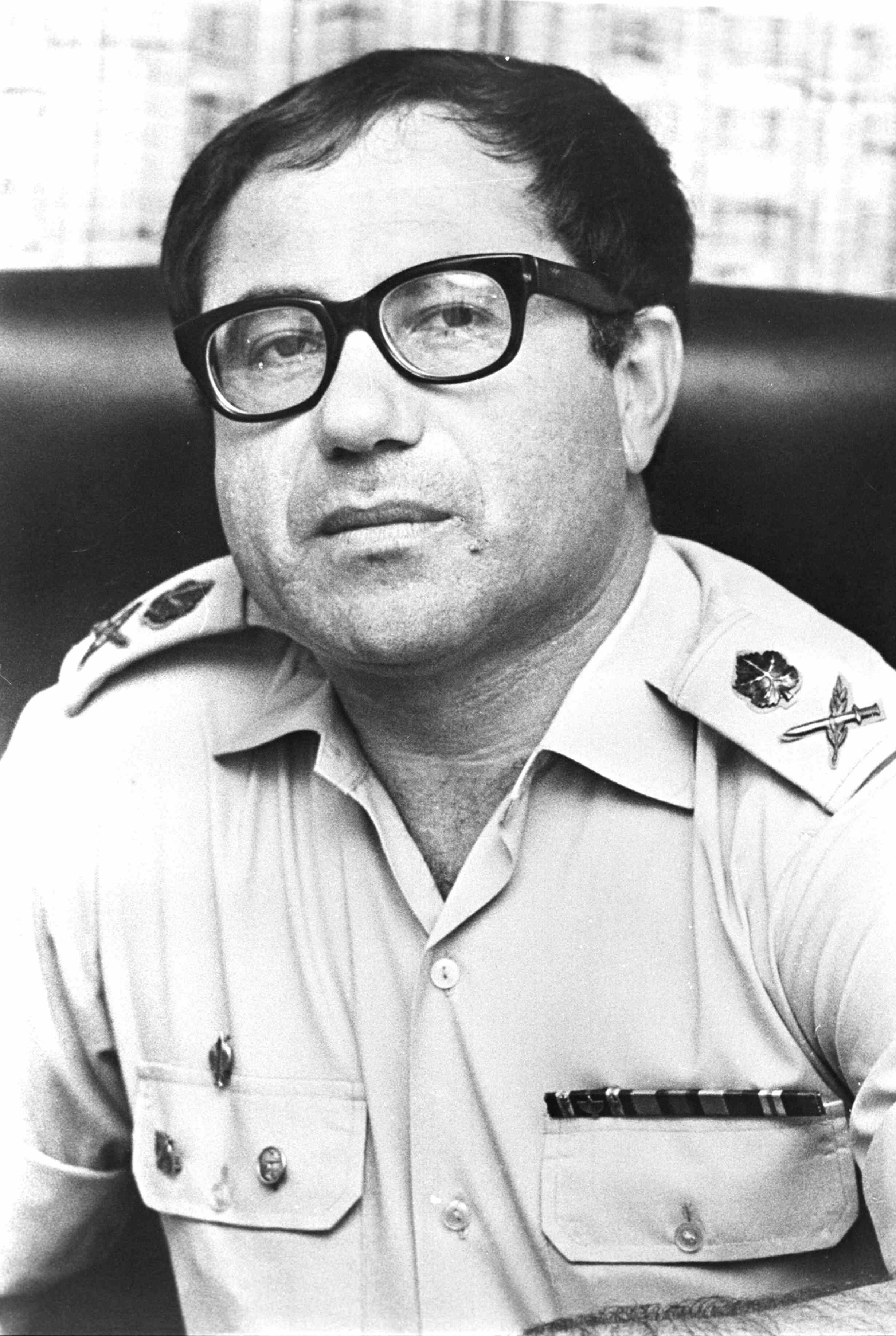
De commandant van het zuidelijk front Shmuel Gonen werd tijdens de oorlog vervangen en na de oorlog ontslagen.

Minister van Defensie: Luitenant-generaal op rust Moshe Dayan

Chef van de Israëlische Generale Staf: luitenant-generaal David Elazar

Adjunct stafchef: generaal-majoor Israel Tal

Operationeel commandant: generaal-majoor Avraham Tamir

Militaire inlichtingendienst: generaal-majoor Eli Zeira

Zuidelijk commando: generaal-majoor Shmuel Gonen, vervangen door Haim Bar-Lev
- 252e pantserdivisie: generaal-majoor Albert Mandler (gesneuveld op 13 oktober)
  - 8e pantserbrigade: kolonel Aryeh Dayan
  - 14e pantserbrigade: kolonel Amnon Reshef
  - 401e pantserbrigade: kolonel Dan Shomron
  - 460e pantserbrigade: kolonel Gabi Amir
  - Harel Brigade: kolonel Avraham Bar-Am
  - Yiftach Brigade: kolonel Aharon Peled

+gemechaniseerde infanterie en parachutisten
- 162e divisie: generaal-majoor Avraham Adan
  - 217e reserve pantserbrigade: kolonel Natke Nir
  - 460e pantserbrigade: kolonel Gabi Amir
  - 500e reserve pantserbrigade: kolonel Aryeh Keren

+gemechaniseerde infanterie en de 35e brigade parachutisten: kolonel Uzi Yairi
- 143 reserve pantserdivisie: generaal-majoor Ariel Sharon
  - 14e pantserbrigade: kolonel Amnon Reshef
  - 600e reserve pantserbrigade: kolonel Tuvia Raviv
  - 421e Brigade: kolonel Haim Erez
  - 243e parachutistenbrigade: kolonel Danny Matt

+gemechaniseerde infanterie

## De militaire inlichtingendienst Aman

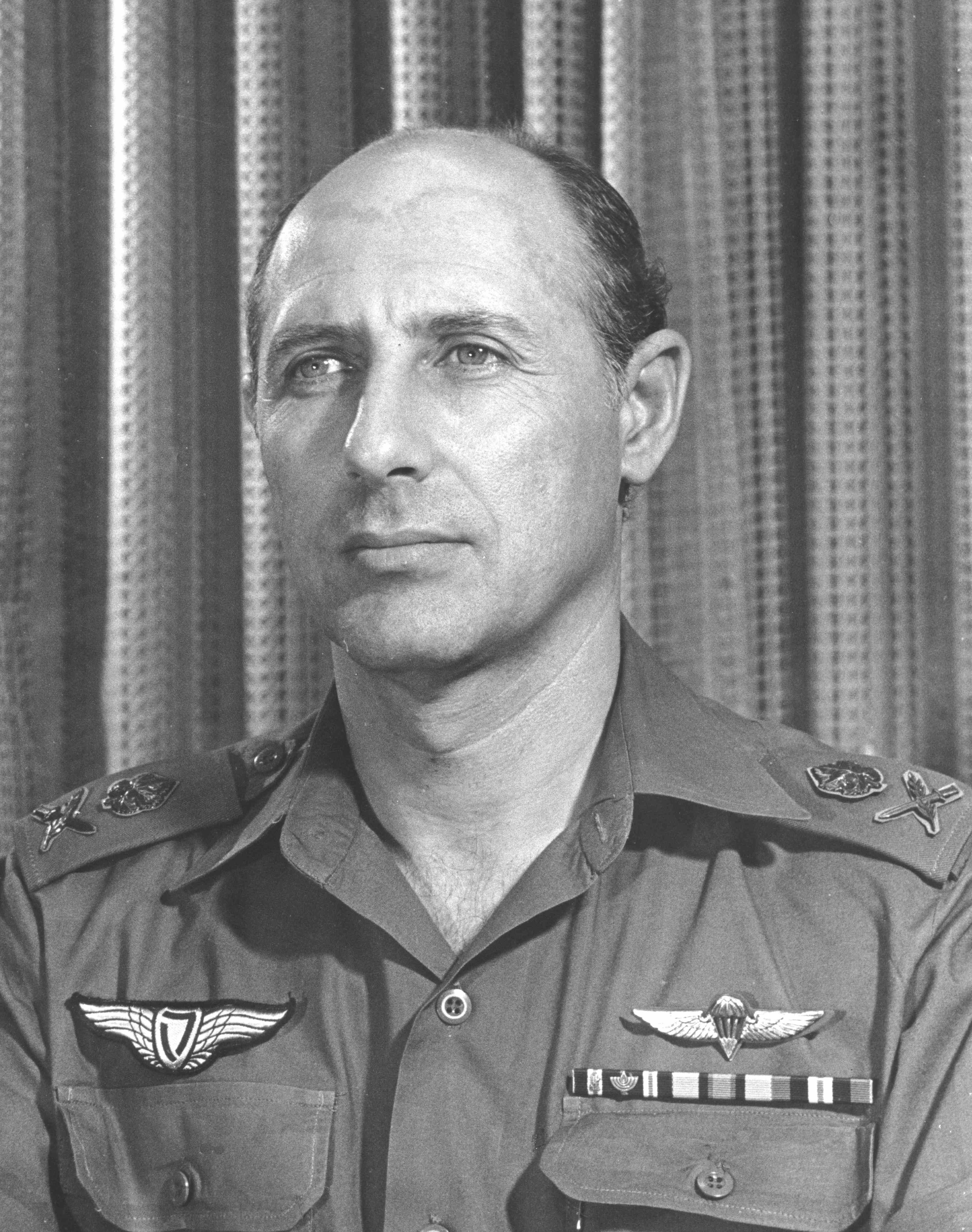
Eli Zeira, hoofd van de militaire inlichtingendienst Aman, waarschuwde te laat en werd na de oorlog ontslagen.

De Israëlische Militaire Inlichtingendienst kortweg Aman hield alle troepenbewegingen in het oog. De Israëli verwachtten 24 uur vooraf een waarschuwing van hun inlichtingendienst en vertrouwden erop dat de Israëlische luchtmacht elke Arabische aanval snel zou afslaan.

Damascus is maar een uur rijden en Caïro misschien twee.

Majoor Michael C. Jordan van het United States Marine Corps legt uit dat die uitspraak de mening van Israël weergaf:

Dit geeft de minachting weer van de Israëli voor de militaire mogelijkheden van de Arabische buren Egypte en Syrië. De overwinning van 1967 was zo volledig en zo gemakkelijk. Israëli zagen hun militaire strijdkrachten als onoverwinnelijk, hun inlichtingendienst als ongeëvenaard en hun Arabische vijanden als minderwaardig en onbekwaam.

Op 13 september 1973 vochten Syrische en Israëlische gevechtsvliegtuigen.
12 Syrische vliegtuigen en 1 Israëlisch vliegtuig gingen verloren.
De Egyptenaren waren ongerust: op 7 april 1967 was een luchtgevecht tussen Syrië en Israël geëscaleerd tot de Zesdaagse Oorlog. Omdat de oorlog enkele dagen later zou beginnen, zagen de Syriërs af van vergelding. Dit hielp de Syriërs met hun voorbereiding op de oorlog, omdat de Israëli hun troepenbewegingen zagen als een defensieve reactie.
Egypte kondigde een militaire oefening langs het Suezkanaal aan van 1 tot 7 oktober.
Er waren veel oefeningen geweest en in mei en augustus 1973 had Israël gemobiliseerd voor die oefeningen, wat telkens 10 miljoen dollar kostte.
Aman vond de oefening niet verontrustend. Ze zagen ook troepenbewegingen in Syrië, maar Aman was er gerust in dat Syrië niet zou aanvallen zonder Egypte.
De 2e en 3e Egyptische legers lagen zo al langs het Suezkanaal ter verdediging.
Bruggen, soldaten en tanks werden ‘s nachts dichterbij gebracht, 15 nachten lang en vooral de laatste vijf nachten.

## Afvaart van de Egyptische marine

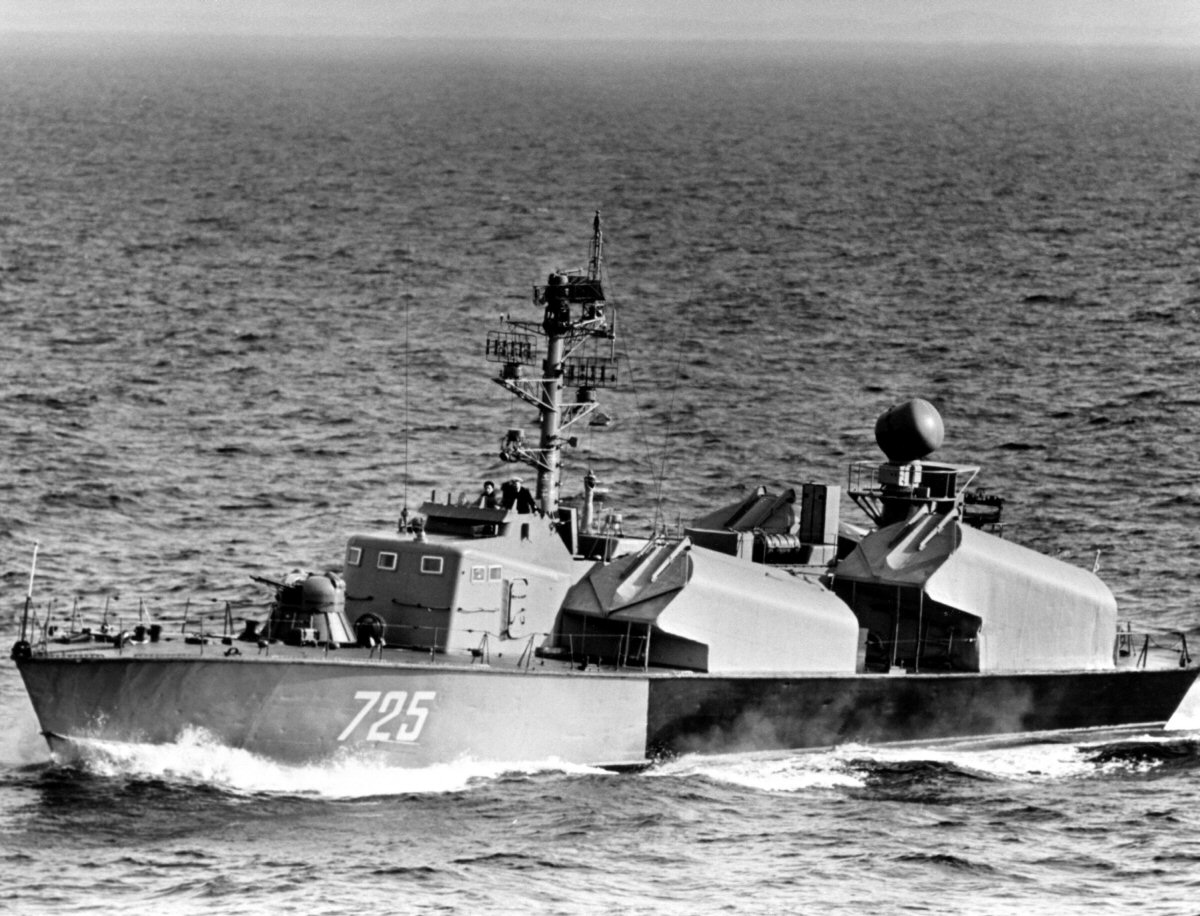
Een Osa-I klasse raketboot

Sinds Israël de Sinaï in 1967 bezette, had Israël gezegd dat het in Sharm-el-Sheikh zou blijven om de zeevaartroute naar de haven van Eilat door de Straat van Tiran open te houden. De sluiting van de Straat van Tiran was een aanleiding voor de Zesdaagse Oorlog.
Om Sharm-el-Sheikh af te sluiten wilde Egypte de straat van Bab el Mandeb blokkeren, 2500 km van Israël. Egypte sprak met Pakistan af, dat Egyptische onderzeeboten daar begin 1973 hersteld zouden worden. Egypte kreeg toestemming van Soedan en Jemen dat de onderzeeboten in Port Sudan en Aden zouden aanmeren op weg naar Pakistan.
Op 1 oktober vertrokken onderzeeboten, torpedobootjagers en raketboten bewapend en bemand voor gevechten op een route die op 6 oktober langs Bab el Mandeb zou leiden. Ze moesten  radiostilte aanhouden en de commandanten kregen verzegelde omslagen met instructies om op 6 oktober te openen.

## Misleiding

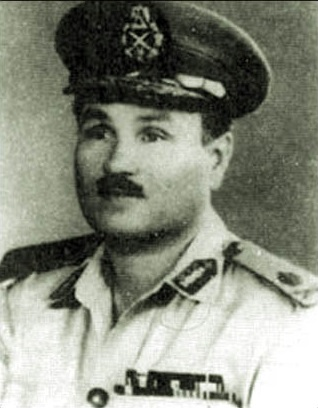
Generaal Saad Maamoun van het 2e Leger werd pas op 1 oktober ingelicht.

Net voor begin van de Ramadan op 26 september kondigde de minister van oorlog aan dat alle militairen verlof konden krijgen voor een hadj naar Mekka.
Egyptische dagbladen berichtten over een zeilwedstrijd, waaraan verschillende hogere officieren van de Egyptische marine zouden deelnemen.
Een bezoek van de Roemeense minister van defensie aan Egypte op 8 oktober werd aangekondigd.
Op 6 oktober werd dit bezoek afgezegd, maar het hielp mee in de misleiding.
On 27 september werd een grote groep reservisten gemobiliseerd. De ministers van Egypte werden uitgenodigd op een rondleiding van het hoofdkwartier. Op 30 september werden nog reservisten opgeroepen. Op 4 oktober kondigde Egypte aan dat de reservisten opgeroepen op 27 september gedemobiliseerd werden, maar enkel 20.000 man werd echt gedemobiliseerd.
Op 1 oktober werden generaals Saad Mamoun van het 2e Leger en Abdel Munim Wasel van het 3e Leger ingelicht over Operation Badr. 
Op 3 oktober lichtten zij hun divisiecommandanten in, op 4 oktober werden de brigadecommandanten ingelicht, op 5 oktober de commandanten van bataljons en compagnieën en op 6 oktober, 6 uur voor de aanval de pelotonscommandanten.
Sadat had in september de conferentie van de Beweging van Niet-Gebonden Landen in Algerije bijgewoond en bij zijn terugkeer werd gezegd dat hij ziek was en verscheen hij niet in het openbaar. Egyptische inlichtingendiensten verspreidden verhalen over zijn ziekte in de pers en zochten een verblijfplaats in Europa voor zijn behandeling.
In het begin was ook de Sovjet-Unie in het ongewisse over de aankomende oorlog.
Op 2 oktober hoorden ze ervan.
De volgende twee dagen lichtte de directeur van de militaire inlichtingendienst, generaal Fouad Nassar de verbindingsofficier van de Sovjet-Unie generaal Samachodski dat het om een grootschalige aanval en een luchtaanval ging.
Adviseurs van de Sovjet-Unie bij de Egyptische en Syrische eenheden berichtten op 3 oktober over ongewone troepenbewegingen van Egyptische en Syrische strijdkrachten.
Sadat en Assad beslisten om de Sovjet-Unie in te lichten.
De Sovjet-Unie vroeg meteen toelating om hun personeel uit Egypte en Syrië te evacueren en Sadat en Assad stemden met tegenzin toe.
Egyptische commandanten waren verrast, toen de avond van 4 oktober militaire experts, ambassadepersoneel en hun gezinnen haastig vertrokken en op 5 oktober allemaal weg waren.
Die evacuatie overtuigde de Israëli dat oorlog waarschijnlijk was.
Op 4 oktober waren Egyptische commandanten bezorgd dat EgyptAir alle vluchten had geschrapt en alle burgervliegtuigen buiten Egypte had verspreid op bevel van de Minister van luchtvaart Ahmed Nuh. Het hoofdkwartier kwam snel tussenbeide om het bevel te herroepen en op 5 oktober vloog EgyptAir weer normaal.

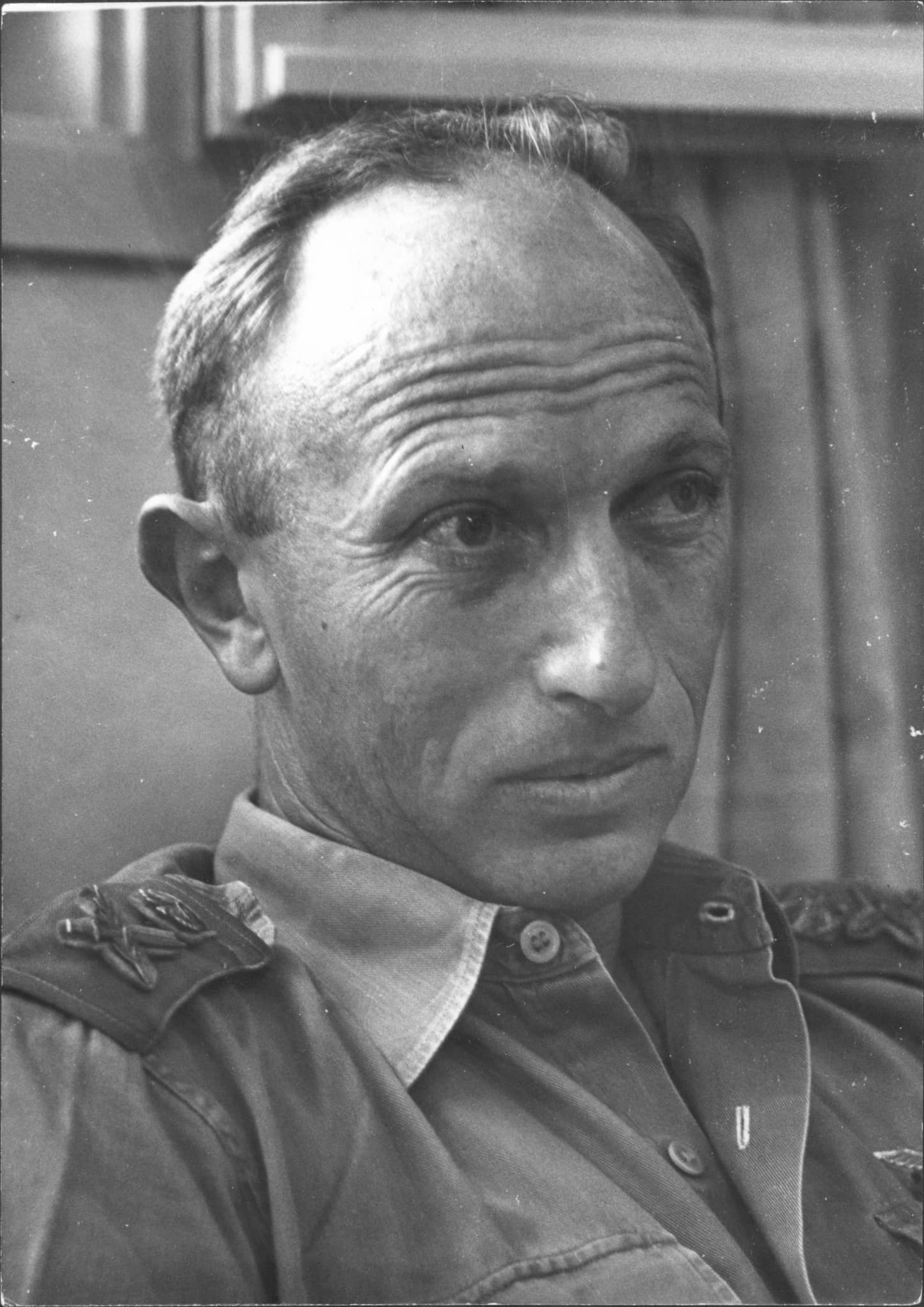
Zvi Zamir, hoofd van de Mossad vloog naar Londen om duidelijkheid te krijgen.

In september 1973 kreeg Aman elf waarschuwingen, waaronder van koning Hoessein van Jordanië. Aman hield vol dat de Arabieren niet zouden aanvallen. Directeur Zvi Zamir van de Mossad meende dat oorlog geen optie was voor de Arabische landen.
Stafchef David Elazar achtte de kans op oorlog klein, maar trof uit voorzichtigheid toch maatregelen op 5 oktober. Hij bracht het Israëlisch defensieleger en vooral de Israëlische luchtmacht in staat van paraatheid en trok alle verloven in.
Hij stuurde de 7th Armored Brigade van de Sinaï naar de Golanhoogvlakte. Dit bracht het Israëlisch leger in de Golanhoogvlakte op 177 tanks en 44 stukken artillerie op 6 oktober.
Om de 7th Armored Brigade te vervangen beval hij de tankschool onder bevel van kolonel Gabi Amir om haar tankbrigade te activeren voor overbrenging per vliegtuig. Die was op 6 oktober in de Sinaï net voor de oorlog begon. Er werd geen bevel gegeven tot mobilisatie van reservisten, want Elazar en zijn collega’s verwachtten waarschuwing van Aman ten minste 24 uur vooraf.

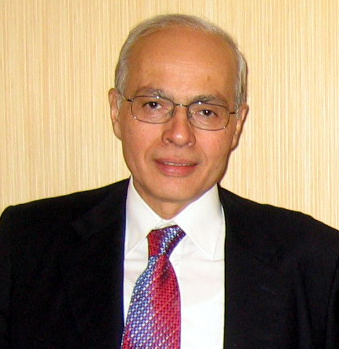
De dubbelspion Ashraf Marwan gaf Zvi Zamir de juiste datum, maar het verkeerde uur.

In de nacht van 5 op 6 oktober vloog Zvi Zamir naar Londen om persoonlijk met de Egyptische dubbelagent Ashraf Marwan te spreken, die voor de Mossad werkte. Die zei dat Egypte en Syrië op 6 oktober samen zouden aanvallen, maar hij zei om 18:00 in plaats van 14:00. Dit overtuigde Zvi Zamir dat oorlog nakend was en de directeur Eli Zeira van Aman waarschuwde de regering van Israël op 6 oktober om 04:30 voor een aanval om 18:00. De waarschuwing kwam 9,5 uur voor de aanval om 14:00 in plaats van de verwachte 24 uur vooraf.

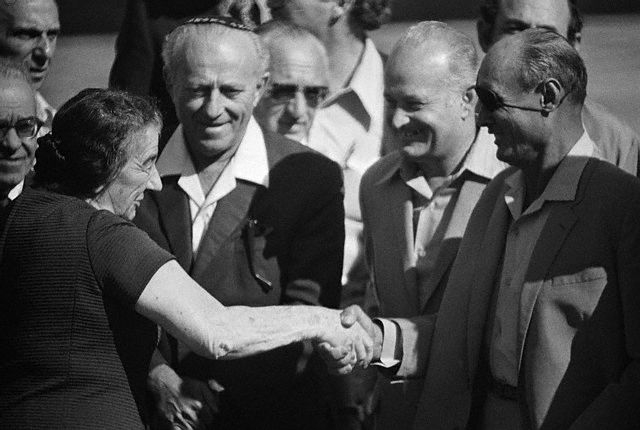
Golda Meïr en Moshe Dayan in november 1973

Premier Golda Meïr, minister van defensie Moshe Dayan en generaal David Elazar vergaderden om 08:05 gedurende een uur.
Dayan dacht dat oorlog onzeker was en stelde een gedeeltelijke mobilisatie voor.
Elazar verwachtte oorlog, wilde een luchtaanval op Syrië en wilde heel de Israëlische luchtmacht en vier pantserdivisies mobiliseren: 110.000 soldaten. Meïr verbood de luchtaanval, maar keurde de mobilisatie goed zoals Elazar voorstelde.

## De operatie

### 6 oktober
In de nacht van 5 op 6 oktober hadden duikers de pijpen om ruwe olie in het Suezkanaal te lozen om in brand te steken verstopt met beton.
Operatie Badr begon op 6 oktober 1973 om 14:00. Omdat de Israëli de aanval 4 uur later verwachtten, waren hun tanks nog niet in stelling en waren maar 16 versterkingen bemand en twee nog niet.
De operatie begon met een luchtaanval van 200 vliegtuigen: Mikojan-Goerevitsj MiG-21, Mikojan-Goerevitsj MiG-17, Soechoj Soe-7 tegen vier luchtmachtbases, tien batterijen HAWK luchtdoelraketten, radarstations, een stoorzender, drie commandocentra en artilleriestellingen.

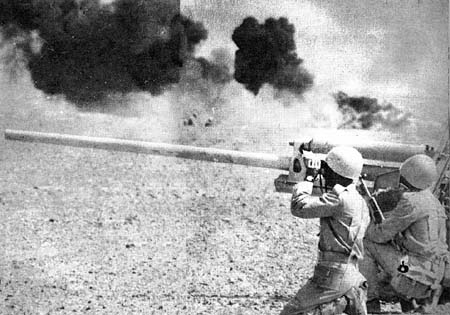
Egyptische artillerie levert spervuur.

Om 14:05 volgde een artilleriebeschieting met 2000 kanonnen, houwitsers, mortieren, 82 mm B-10 en 107 mm B-11 terugstootloze vuurmonden tegen de Bar-Levlinie, tankconcentraties en artilleriestellingen.
De gemechaniseerde artillerie 152 mm M1937 (ML-20) en 130 mm getrokken veldkanon M1954 (M-46) vuurden op de Israëlische artillerie. 
Die voorbereidende beschieting van 53 minuten was de langste ooit en gebeurde in vier barrages. 
Om 14:05 15 minuten tegen doelen op de oostelijke oever tot 1,5 km. In de eerste minuut werden 10.500 granaten afgeschoten. In die tijd staken groepjes van 10 man met RPG-7, RPG-43 en 9M14 Maljoetka het kanaal over om tankhellingen te bezetten, hinderlagen te stellen en mijnen te leggen.
Om 14:20 22 minuten tegen doelen 1,5–3 km diep. 4000 man infanterie met RPG-7 en  9K32 Strela-2 staken het Suezkanaal over met 2500 rubberen en houten bootjes onder een rookgordijn en beklommen dan de zandwal met touwladders. Onder hen waren commando’s van de El-Sa'ka Forces die commandoposten en artilleriebatterijen overmeesterden en hinderlagen legden. Genietroepen ruimden mijnenvelden en prikkeldraadversperringen. Toen keerde ook de Egyptische luchtmacht terug van hun luchtaanval op vliegvelden, luchtafweer, artillerie, commandocentra en een stoorzender. 
Vliegbasis Bir Gifgafa en Vliegbasis Bir Thamada waren 48 uur uit dienst en Vliegbasis Ras Nasrani en Vliegbasis Bir Hasanah hadden schade. Tien batterijen met HAWK luchtdoelraketten, twee 175 mm artilleriebatterijen en de stoorzender te Umm Khashib waren vernietigd. De tweede stoorzender in de Sinaï te El Arish lag te ver om er last van te hebben.
Toepolev Tu-16 bommenwerpers lanceerden 12 KSR-2 antiradarraketten. 7 werden onderschept en 5 troffen doel.
18 Egyptische vliegtuigen werden neergehaald.
De Egyptische 130e amfibische brigade stak het Grote Bittermeer over met het 602e bataljon en het 603e bataljon met 1000 man met 9M14 Maljoetka, luchtafweer, 20 PT-76 tanks en 100 landingsschepen voor tanks om Israëlische stellingen bij de bergpassen Gedy en Mitla te vernietigen. Zij bereikten om 14:40 de oostelijke oever zonder verliezen en de genie ruimde een mijnenveld.

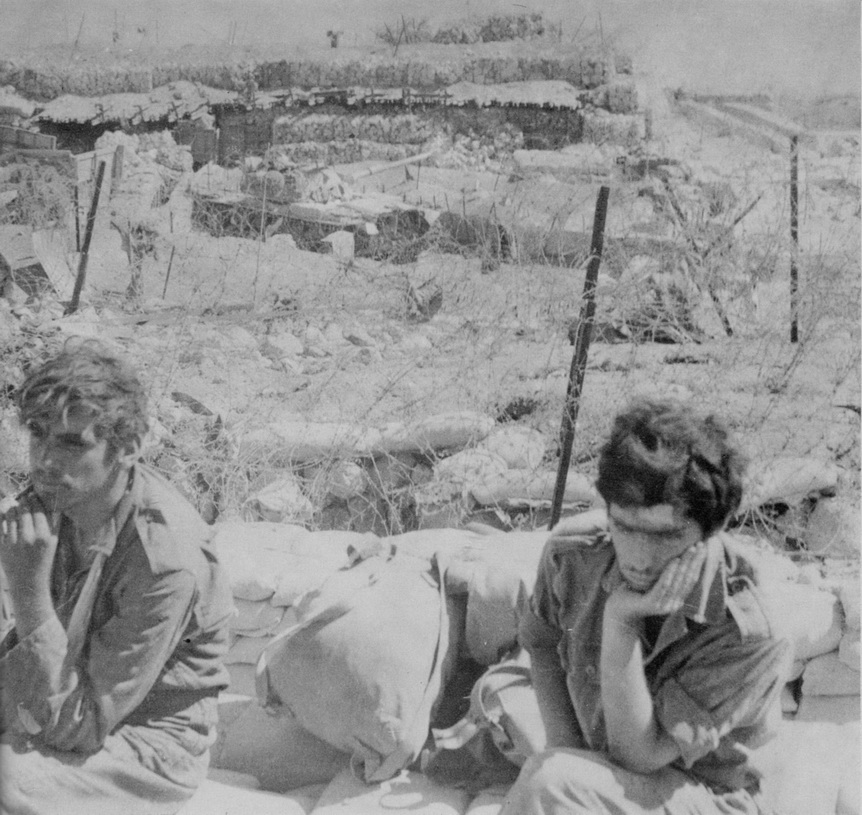
Israëlische krijgsgevangenen in de Bar-Levlinie. Op de achtergrond een M60 Patton tank.

Rond 16:00 was het 603e bataljon aan het hergroeperen voorbij het mijnenveld, toen een compagnie tanks van de “Fort Putzer” van de Bar-Levlinie op het Grote Bittermeer aanviel. Tankjagers van de 7e divisie vernietigden twee tanks en drie pantserwagens en de Israëli trokken terug.
Daarna veranderde de originele opdracht van 603e bataljon en moesten ze “Fort Putzer” innemen. Dit lukte op 9 oktober en het bataljon hield “Fort Putzer” tot het einde van de oorlog.
Het 602e bataljon reed na zonsondergang naar het oosten.
Het trof een Israëlisch bataljon van 35 tanks langs de artillerieweg 15 km van het Grote Bittermeer. De tien PT-76 met 76 mm kanonnen waren geen partij voor de Israëlische  M48 Patton met 105 mm kanonnen. De met de hand geleide 9M14 Maljoetka waren in de nacht slecht te gebruiken. De Israëlische tanks verblindden hen met xenonlampen. In de open Sinaï woestijn werd het 602e bataljon verslagen met verlies van tanks en pantserwagens en veel doden.
De overlevenden trokken terug naar de linies van het 3e Leger.
Op 7 oktober om 10:10 vielen twee pelotons Vliegbasis Bir Thamada aan en trokken dan terug.

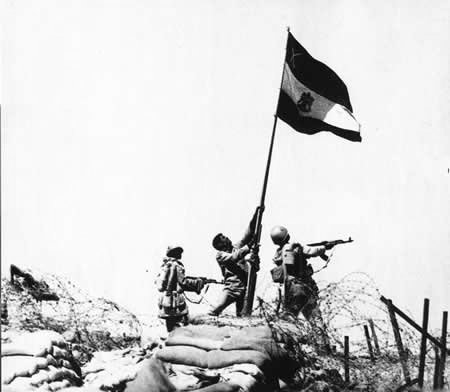
De vlag van Egypte op de oostelijke kanaaloever

Om 14:35 wapperde de Vlag van Egypte op de oostelijke oever van het Suezkanaal.
Compagnieën en bataljons Israëlische tanks en infanterie bereikten de Bar-Levlinie, maar liepen in hinderlagen.
Om 14:45 landde een tweede golf infanterie op de oostelijke kanaaloever.
Om de 15 minuten landde een volgende golf.
Na de vierde golf ging het trager.

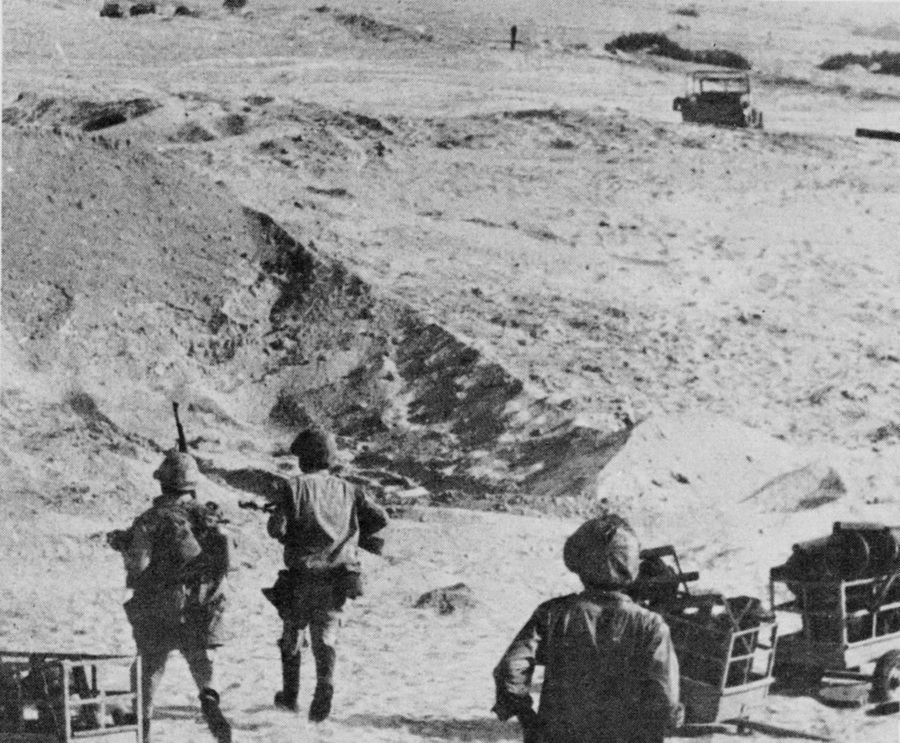
Egyptische soldaten op de oostelijke kanaaloever. Twee man trokken een karretje met vier wielen vol wapens en munitie.

De voorrang kregen nu anti-tank teams en zware wapens, die met amfibievoertuigen overstaken. Houten karren met vier wielen vol wapens en munitie werden overgezet met boten, leeggemaakt, op de zandwal gehesen en dan weer gevuld met de omhoog gehesen wapens en munitie.
Het zuidelijk commando trachtte de Egyptische hoofdaanval te lokaliseren voor een tegenaanval door Dan Shomron en zijn reserve tankbrigade, maar er was geen hoofdaanval.
Amnon Reshef reed zijn tankbrigade vooruit zonder verkenning en viel in hinderlagen.
Om 15:30 namen de Egyptenaren “Fort Lahtzanit” in.
De Egyptische infanterie beschikte nu over 82 mm B-10 en 107 mm B-11 terugslagloze vuurmonden.

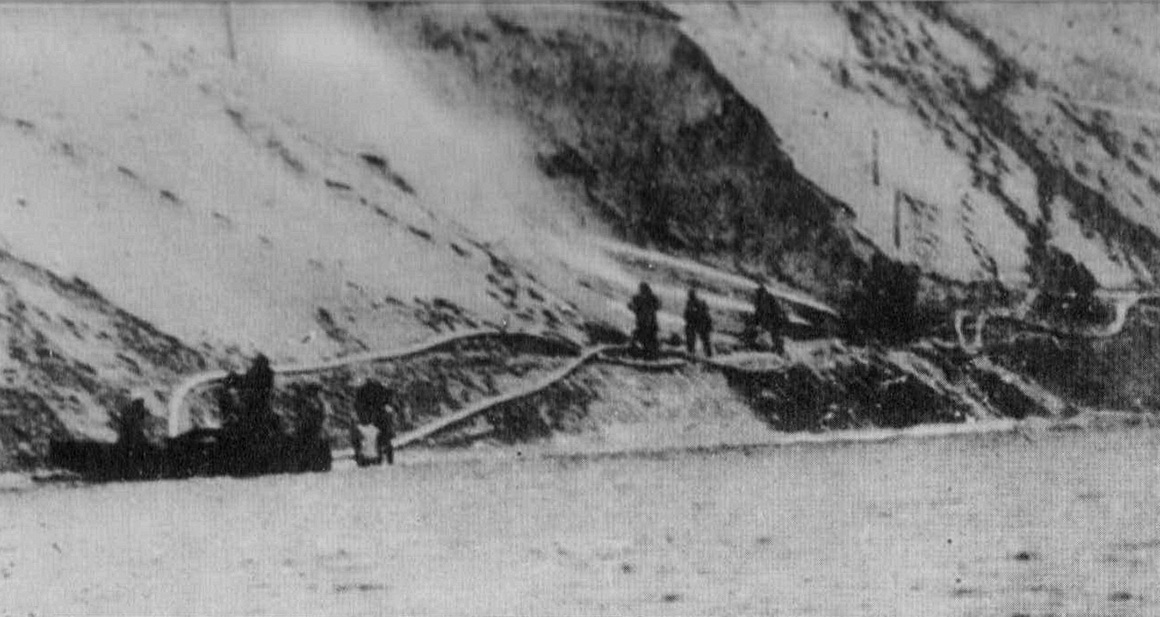
De Egyptische genie spuit met water een bres in de zandwal.

De genie zette de pompen over het Suezkanaal en spoot met de pompen bressen in de zandwal. De eerste bres was open na een uur.

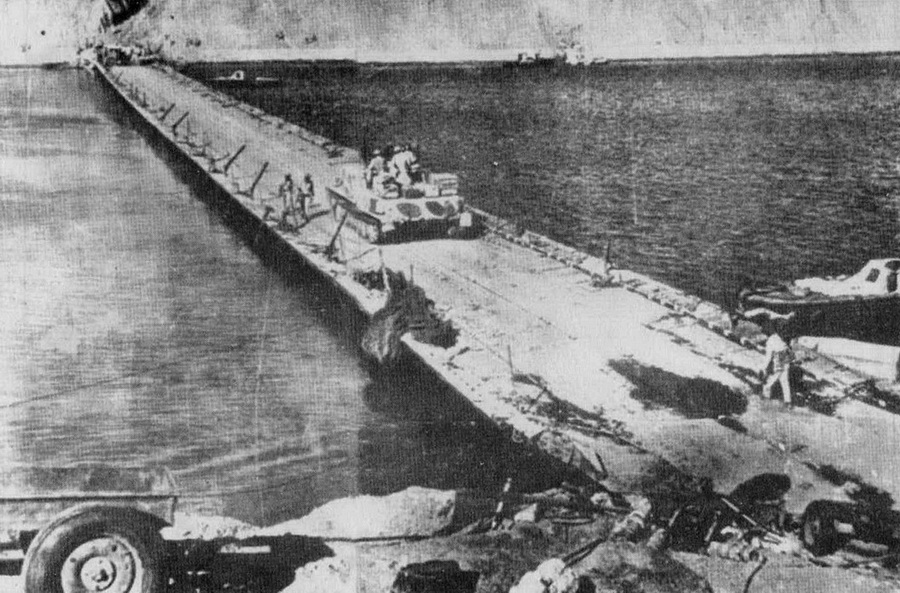
Een Egyptische tank steekt op 7 oktober het Suezkanaal over langs een pontonbrug.

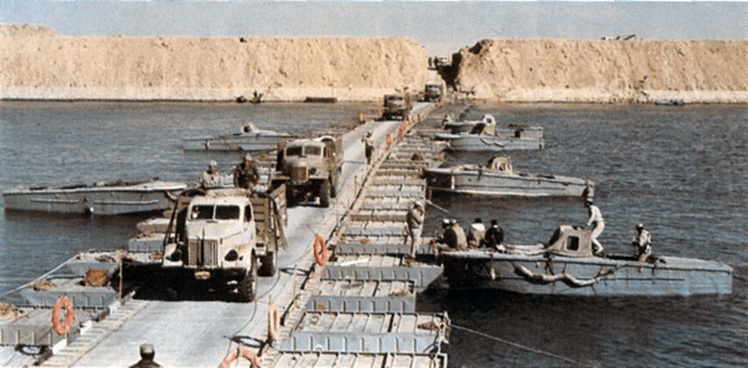
Egyptische voertuigen rijden over een pontonbrug het Suezkanaal over op 7 oktober en rijden daarna door de bres in de zandwal.

De Egyptenaren sloegen hun bruggen over het kanaal.
Om 16:30 waren tien infanteriebrigades in acht golven overgestoken: 23.500 man in vijf bruggenhoofden van 6 km breed en 2 km diep.

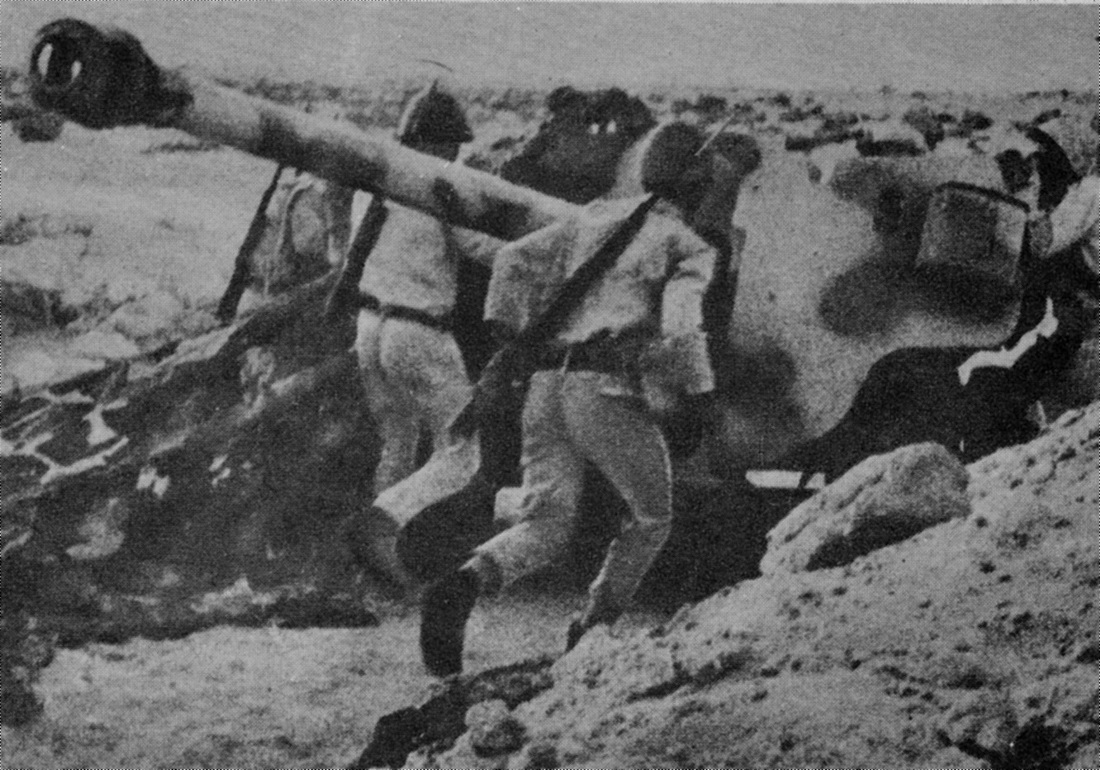
Soldaten bemannen een 100 mm veldkanon M1944 (BS-3) antitankgeschut.

Ze hadden dan ook 85 mm en 100 mm antitankgeschut op de oostelijke oever.

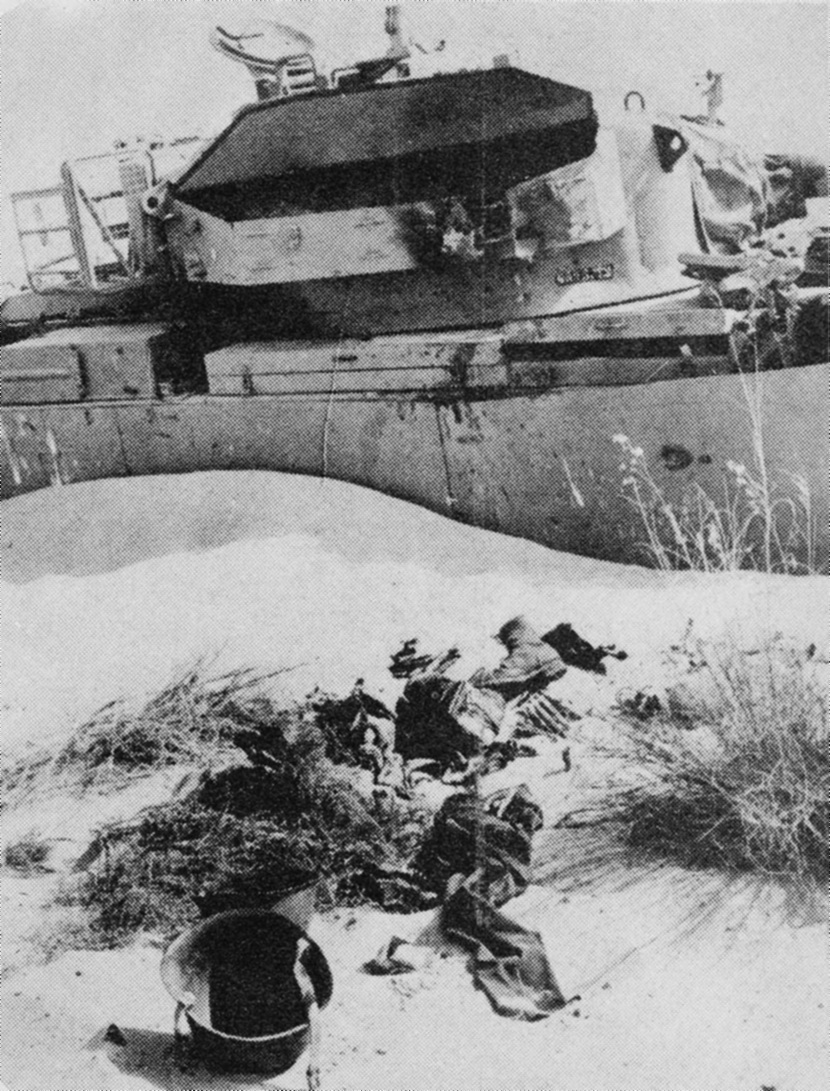
Een vernielde Israëlische Centurion tank ligt in het zand.

Om 17:30 stak de 12e en laatste golf infanterie over, zodat 32.000 man in de vijf bruggenhoofden lag. Israël had 100 tanks verloren in hinderlagen.
Om 17:50 zetten laagvliegende helikopters in de schemering vier El-Sa'ka bataljons af diep in de Sinaï Die moesten reserves vanuit Israël tegenhouden. Enkele helikopters werden neergeschoten.
Om 18:00 bewogen Egyptische gepantserde en anti-tank eenheden op de westelijke kanaaloever naar de oversteekplaatsen. 
Om 18:15 waren 35 veerboten klaar.
Om 18:30 waren de bruggenhoofden 5 km diep.
Nu de Israëlische artillerie op de Bar-Levlinie uitgeschakeld was, werden de vaste SAM-2 en SAM-3 luchtafweereenheden naar voor gebracht.
Van 22:30 tot 01:30 werden 8 zware en 4 lichte bruggen gelegd.
In het zuiden van het kanaal, de sector van de 19e divisie veranderde het zand in modder en was het moeilijk weg te spuiten. Vier veerboten en 3 bruggen voor die sector liepen 7 uur vertraging op.

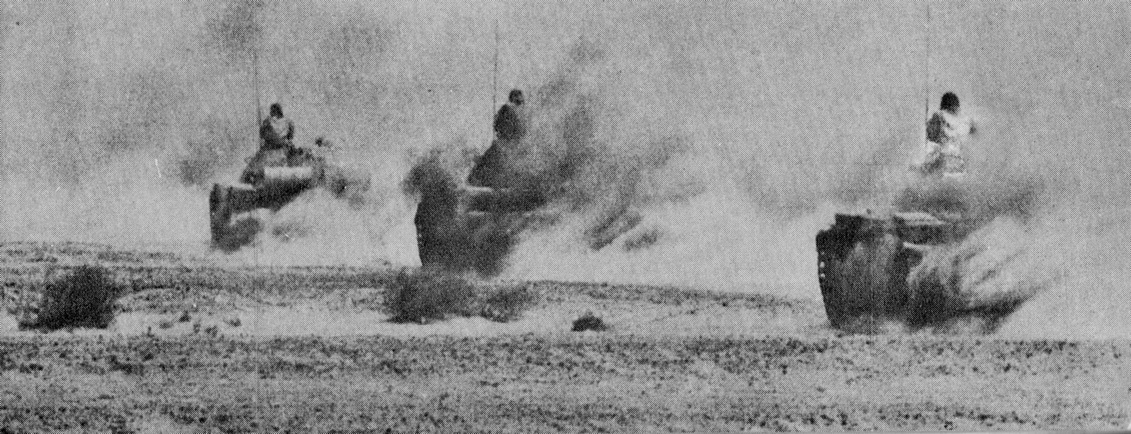
Egyptische tanks rijden door de Sinaïwoestijn.

De bruggen werden al eens verlegd naar een andere bres in de zandwal om Israëlische luchtaanvallen te verwarren. De Egyptenaren hadden 60 bressen in de zandwal gespoten voor 12 bruggen zodat elke brug naar 5 bressen kon leiden. Tanks staken het kanaal over. De militaire politie regelde het verkeer.

### Sector Port Said
De sector Port Said was onafhankelijk van het 2e Leger en omvatte Port Said, Port Fouad en de omgeving. Met twee brigades infanterie trokken ze op tegen drie versterkingen: “Fort Lahtzanit”, “Fort Orkal” en “Fort Budapest”. Ook hier begonnen ze met artilleriebeschieting, maar vanwege de Egyptische vliegtuigen in de lucht werd enkel vlakbaangeschut ingezet en geen mortieren of houwitsers.
“Fort Lahtzanit” 19 km ten zuiden van Port Fouad was vooraf al omsingeld door Egyptische infanterie zodat geen Israëlische versterkingen het konden ontzetten.
Om 15:00 braken de Egyptenaren door het mijnenveld en de prikkeldraad en een compagnie viel het fort aan.
Om 15:30 was het fort onder Egyptische controle. De Egyptenaren maakten nog enkele bunkers leeg met vlammenwerpers.
Om 18:00 hadden de Egyptenaren heel het fort in hun macht.
“Fort Orkal” 10 km ten zuiden van Port Fouad, was ook omsingeld voor de aanval. De Egyptenaren kwamen over land van Port Fouad en over het Suezkanaal. De krijgsmacht vanuit het noorden raakte vast in een mijnenveld. De krijgsmacht die van over het Suezkanaal kwam zat vast bij de zandwal door artillerievuur. Een compagnie infanterie stak over vanuit het zuiden en nam meerdere stellingen in. Met versterkingen werden nog meer stellingen ingenomen. Op 7 oktober trachtten de verdedigers uit te breken, maar ze werden allen gedood of krijgsgevangen genomen.

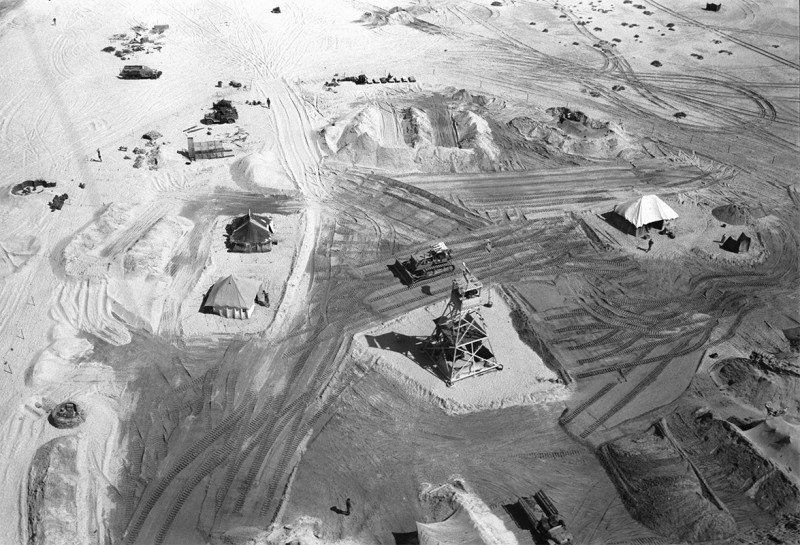
”Fort Budapest” in januari 1973

“Fort Budapest” lag op een smalle strook land ten zuidoosten van Port Fouad met water aan twee kanten. Om 14:00 volgden luchtaanvallen en artilleriebeschieting.
Een compagnie El-Sa'ka Forces sneed de enige route naar het fort vier dagen af van versterkingen.
Een bataljon viel aan vanuit Port Fouad langs de smalle landstrook. Het bataljon raakte vast in een mijnenveld van 600 m diep en werd er aangevallen vanuit de lucht, want het fort lag buiten bescherming van de SAM luchtafweer. Het garnizoen in het fort vocht fel en het bataljon trok zich terug. Een nieuwe aanval op 15 oktober mislukte ook. “Fort Budapest” bleef als enige van de Bar-Levlinie in Israëlische handen.
Op 6 oktober zei Henry Kissinger in een vergadering met generaal Brent Scowcroft en de Chinese ambassadeur bij de Verenigde Staten Huan Chen dat het beter uitgeruste Israëlisch defensieleger in 72 tot 96 uur zou winnen. Hij trachtte daarom om een wapenstilstand te vertragen in de Veiligheidsraad van de Verenigde Naties.

### Zeeslagen
Op 6 Oktober om 14:00 kwamen de onderzeeërs en torpedobootjagers aan te Bab el Mandeb, openden ze hun verzegelde omslagen met instructies, verbraken ze de radiostilte en kregen ze van schout-bij-nacht Abu Zikry een codewoord om de zeestraat te blokkeren.
Ze hielden alle schepen naar Eilat tegen en stopten alle Israëlische scheepvaart op de Rode Zee. De Israëlische marine en de Israëlische luchtmacht konden niets doen omdat Bab el Mandeb te ver van Israël lag. 
Egypte legde ook zeemijnen in de Golf van Suez zodat Israël geen olie van de olievelden in de Sinaï naar Eilat kon vervoeren.
Kustartillerie te Port Said beschoot “Fort Budapest” en “Fort Orkal”. Kustartillerie bij Suez beschoot doelen tegenover het 3e Leger.

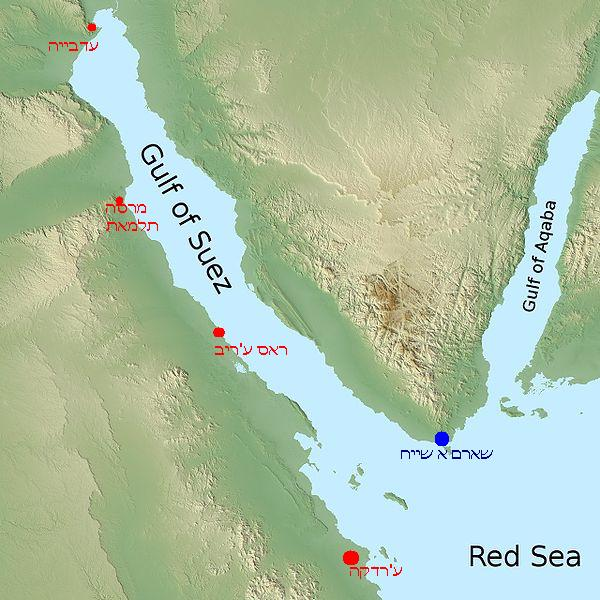
Kaart van zeeslagen in de Golf van Suez

Raketboten bestookten Rumana en Ras Beyron aan de Middellandse Zee, Ras Masala en Ras Sidr aan de Golf van Suez en Sharm-el-Sheikh.
Duikers vielen aardoliewinning te Bala'eem aan en schakelden een boorschip uit.
Voor de kust tussen Port Said en Damietta vochten op 8 oktober tien Israëlische raketboten, die doelen op de kust van de Nijldelta wilden aanvallen, tegen vier Egyptische torpedoboten de Zeeslag bij Baltim. In 40 minuten zonken drie van de vier Egyptische boten zonder Israëlische verliezen. De Israëlische boten lanceerden Gabriël antischeepsraketten en hielden de Egyptische P-15 Termit antischeepsraketten af met antiradarsneeuw en elektronische oorlogvoering.
In een ander treffen bracht Egypte drie Israëlische motor torpedoboten en een raketboot tot zinken.
Volgens Chaim Herzog blokkeerde de Israëlische marine ook Egyptische havens, maar zeeroutes naar Alexandrië aan de Middellandse Zee en Port Safaga aan de Rode Zee bleven open.

### 7 oktober

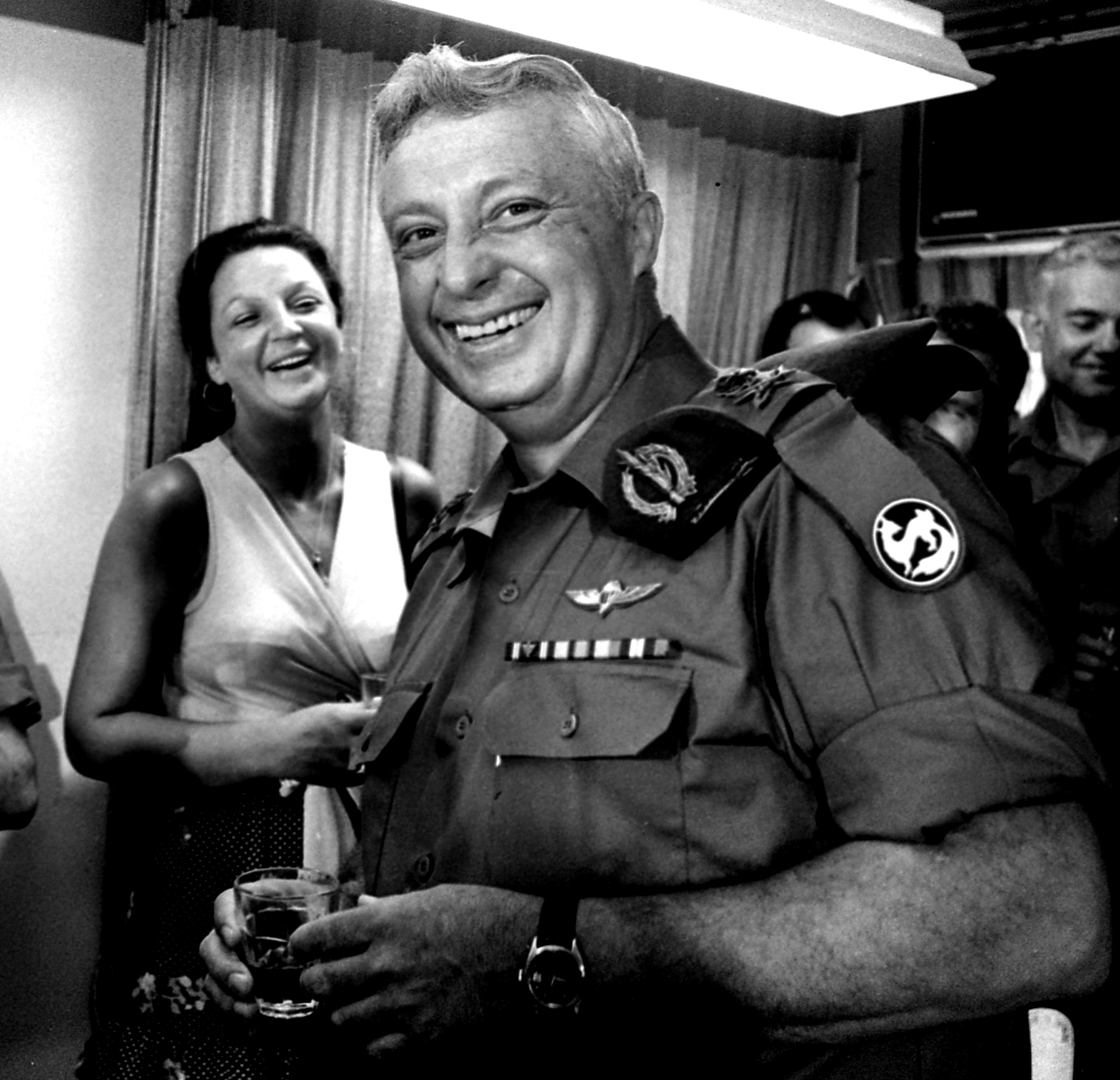
De ongehoorzame, maar vindingrijke generaal Ariel Sharon

In de eerste uren van zondag 7 oktober trok Egyptische infanterie op met tanks om hun bruggenhoofden uit te breiden. De Israëlische pantsereenheden hadden zware verliezen geleden toen ze de Bar-Levlinie trachtten te bereiken.
In de nacht van 6 op 7 oktober drongen groepen Israëlische tanks en infanterie tweemaal door de bruggenhoofden tot het kanaal, waar ze twee bruggen beschadigden en veerboten vernielden.
Die eenheden waren langs alle kanten omsingeld en werden snel vernietigd.
Tegen zonsopgang hadden de bruggenhoofden een diepte van 7 km bereikt en trokken de Israëli terug.
Nu er genoeg tanks op de oostelijk oever waren, staken versterkingen van de infanterie over.
Bij zonsopgang op 7 oktober groeven de 50.000 man en 400 Egyptische tanks in de 5 bruggenhoofden op de oostelijke kanaaloever zich in tegen de verwachte Israëlische tegenaanvallen.
David Elazar beval Gonen om soldaten te evacueren uit versterkingen die nog niet omsingeld waren, maar op 7 oktober waren de meeste al omsingeld. 
De ochtend van 7 oktober telden de Egyptenaren 280 doden en 20 vernietigde tanks.
De Israëlische brigade in de Bar-Levlinie was omsingeld, veel soldaten waren dood en 200 krijgsgevangen en 250 tanks uitgeschakeld. Daarvan waren 200 tanks verloren tegen de ochtend. Verschillende bataljons trachtten de forten rond El Qantara te heroveren en centrale en zuidelijke forten te bereiken en daarbij gingen nog 50 tanks verloren. 
In de volgende dagen konden sommige verdedigers van de Bar-Levlinie door de Egyptische rangen breken en naar hun eigen linies vluchten, of ze werden ontzet door latere Israëlische tegenaanvallen.
Shmuel Gonen beval om 12:00 om een verdediging in te richten op de laterale weg 30 km ten oosten van het kanaal. Avraham Adan's 162e divisie en Ariel Sharon's 143e divisie bereikten het front. Gonen verdeelde het front in drie: Adan in het noorden, Sharon in het midden en Mandler in het zuiden.
In de namiddag meldde de Israëlische luchtmacht dat ze zeven bruggen hadden vernield en dat de andere ‘s avonds vernield zouden worden, maar dat waren nepbruggen. De echte bruggen werden snel hersteld. Van de twaalf zware bruggen waren de twee in het zuiden wel gelegd, maar niet in gebruik omdat daar nog geen bressen in de zandwal gespoten waren vanwege de modder. Op 7 oktober werden 5 bruggen verwijderd en bij de twee reservebruggen gevoegd. Elke divisie beschikte over een zware en een lichte brug.
De Egyptenaren verbreedden hun bruggenhoofden om de 15 km gaping ertussen te verkleinen.
Het hoofdkwartier organiseerde te troepen op de oostelijke oever, die voorraden voor 24 uur hadden. Op zondag was herbevoorrading nodig.
Pogingen om drie bruggen in het zuiden te leggen werden gestaakt en het bruggenhoofd van de 
19e divisie werd bevoorraad langs de bruggen van de 7e divisie ten noorden.
Er werd nog gevochten tegen de omsingelde versterkingen die nog weerstand boden.
De El-Sa'ka Forces die met helikopters in de Sinaï afgezet waren vielen Israëlische reserves aan die naar het front reden in de centrale bergpassen, de noordelijke kustweg en bij de Golf van Suez.
Een bataljon aangevoerd met 18 helikopters nam de bergpas Ras Sedr ten zuiden van Port Tawfiq bij de Golf van Suez in en hield die tot het einde van de oorlog. Vier helikopters waren neergeschoten, maar de overlevenden, waaronder 9 man bemanning, konden hergroeperen met de rest van het bataljon. Dit belette Israël om langs die bergpas het front te bereiken.
Twee compagnieën trachtten stelling in te nemen in het midden van de Sinaï tussen Taba en Bir Gifgafa. Israëlische luchtafweer raakte 6 helikopters, die een noodlanding moesten maken met doden en brandwonden tot gevolg. Overlevenden konden eigen stellingen bereiken. 2 helikopters keerden terug. Vier helikopters bereikten hun landing zone, maar konden niet meer vliegen.
Ze konden Israëlische reserves 8 uur ophouden, maar werden alle 150 gedood. Israël had de eerste dag 15 helikopters neergehaald.
Op 6 oktober vestigde een compagnie in de noordelijke Sinaï zich langs de kustweg van Romani naar Baluza. De volgende dag liep de pantserbrigade van kolonel Natke Nir, deel van de divisie van Adan, in hun hinderlaag, waarbij 18 tanks en andere voertuigen verloren gingen. De kustweg zat vijf uur vast. Israëlische parachutisten ondersteunden de pantsereenheid en daarbij gingen nog 
12 tanks en 6 half-tracks verloren. 30 soldaten van de brigade sneuvelden tegen 75 van de El-Sa'ka Forces.
De commando’s hadden ook sabotage uitgevoerd. Dit dwong het zuidelijk commando om gevechtseenheden af te staan om installaties te beschermen en wacht te lopen. Reserves op weg naar het front bewogen voorzichtiger en dus trager om hinderlagen te vermijden. 20 helikopters werden neergehaald en van 1700 commando’s werden 1100 gedood, gewond, of krijgsgevangen genomen.
De elite compagnie verkenners van het zuidelijk commando werden ingezet om de El-Sa'ka Forces
op te sporen en uit te schakelen. 
De Israëlische divisiecommandant Avraham Adan merkte op:

Natke's ervaring in gevecht tegen halsstarrige Egyptische commando’s die de weg rond Romani trachtten af te snijden toonde weer dat dit niet het Egyptisch leger is dat we in 1967 in vier dagen vermorzeld hadden. We hebben nu te maken met een goed getrainde vijand, die vecht met kunde en inzet.

De 18e divisie vocht fel in en rondom El Qantara. 
In de vroege morgen zette divisiecommandant brigade-generaal Fuad 'Aziz Ghali er zijn commandopost op. De Egyptenaren zuiverden de stad gebouw per gebouw met nabije gevechten en man-tegen-mangevechten. 
Op het einde van 7 oktober beheersten de Egyptenaren de stad, de omgeving en de twee versterkingen van de Bar-Levlinie.

### Krijgsberaad te Gebel Umm Hashiba

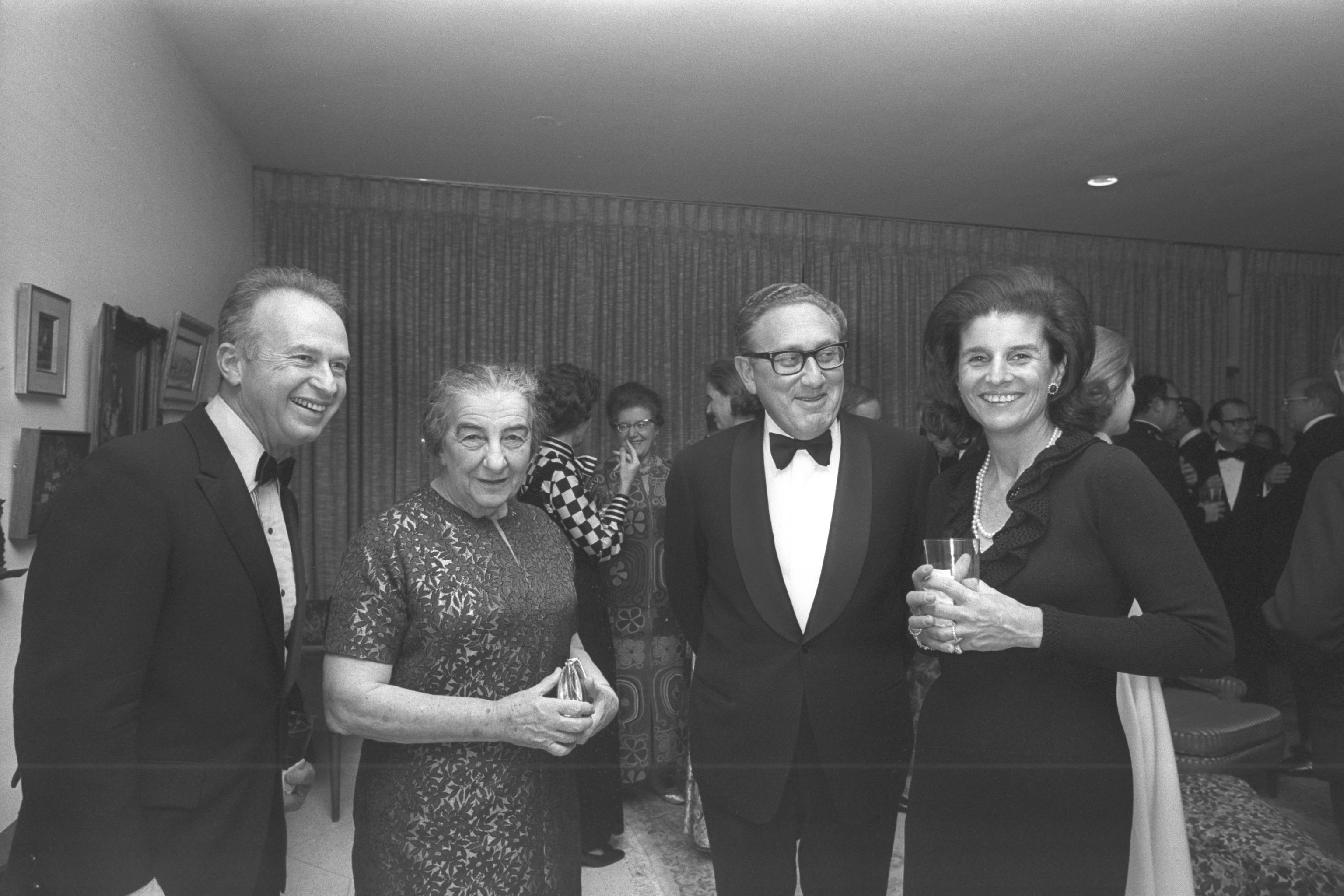
Yitzhak Rabin (hier met Golda Meïr, Henry Kissinger en Leah Rabin) kwam mee naar het krijgsberaad.

David Elazar bezocht om 18:45 het zuidelijk commando te Gebel Umm Hashiba met zijn aide-de-camp kolonel Avner Shalev en de vroegere stafchef Yitzhak Rabin. Aanwezig waren Gonen, Adan en Mandler.
De commandanten waren het eens dat ze in de nabije toekomst de omsingelde versterkingen en het kanaal niet konden ontzetten.
Het zuidelijk commando verwachtte 640 tanks op maandag 8 oktober, waarvan 530 tanks verdeeld zouden worden: 200 voor Adan, 180 voor Sharon en 150 voor Mandler.
Ze schatten 400 Egyptische tanks, terwijl er zondagavond 800 over het kanaal waren.
Gonen wilde een frontale tegenaanval in de nacht met Adan's 162e divisie die bij El Qantara het kanaal zou oversteken en Sharon's 143e divisie die zou oversteken bij Suez. Adan had te weinig infanterie en wilde wachten op meer reserves.
Elazar besloot tot een beperkte aanval in de ochtend van 8 oktober. Adan zou naar het zuiden aanvallen tegen het 2e Leger, maar 4 km van het kanaal blijven om antitankwapens te mijden.
Sharon zou zuidwaarts naar Ismaïlia rijden en zich toespitsen op Taba om Adan zo nodig te steunen.
Als Adan lukte, dan zou Sharon het bruggenhoofd van het 3e Leger op dezelfde wijze aanvallen en dan oversteken.
Mandler zou verdedigend blijven omdat hij nog maar enkele dozijn tanks had.
Elazar benadrukte dat niemand het kanaal mocht oversteken of naar de versterkingen rijden zonder zijn goedkeuring. De vergadering was voorbij om 22:00 en Elazar vertrok.
Pas toen kwam Sharon aan en hij sprak met Gonen en de anderen.
Sharon beval een onmiddellijke aanval aan om de omsingelde versterkingen te ontzetten of een aanval met twee divisies tegen een bruggenhoofd. De anderen verwierpen dat.
Gonen zei dat dat die Israëlische tactiek de voorbije 15 uren was mislukt.
Hij zei Sharon om zo een aanval voor te bereiden en beloofde een beslissing voor 06:00.
De volgende dag schikte Sharon zich naar de beperkte aanval zoals beslist.

### 8 oktober

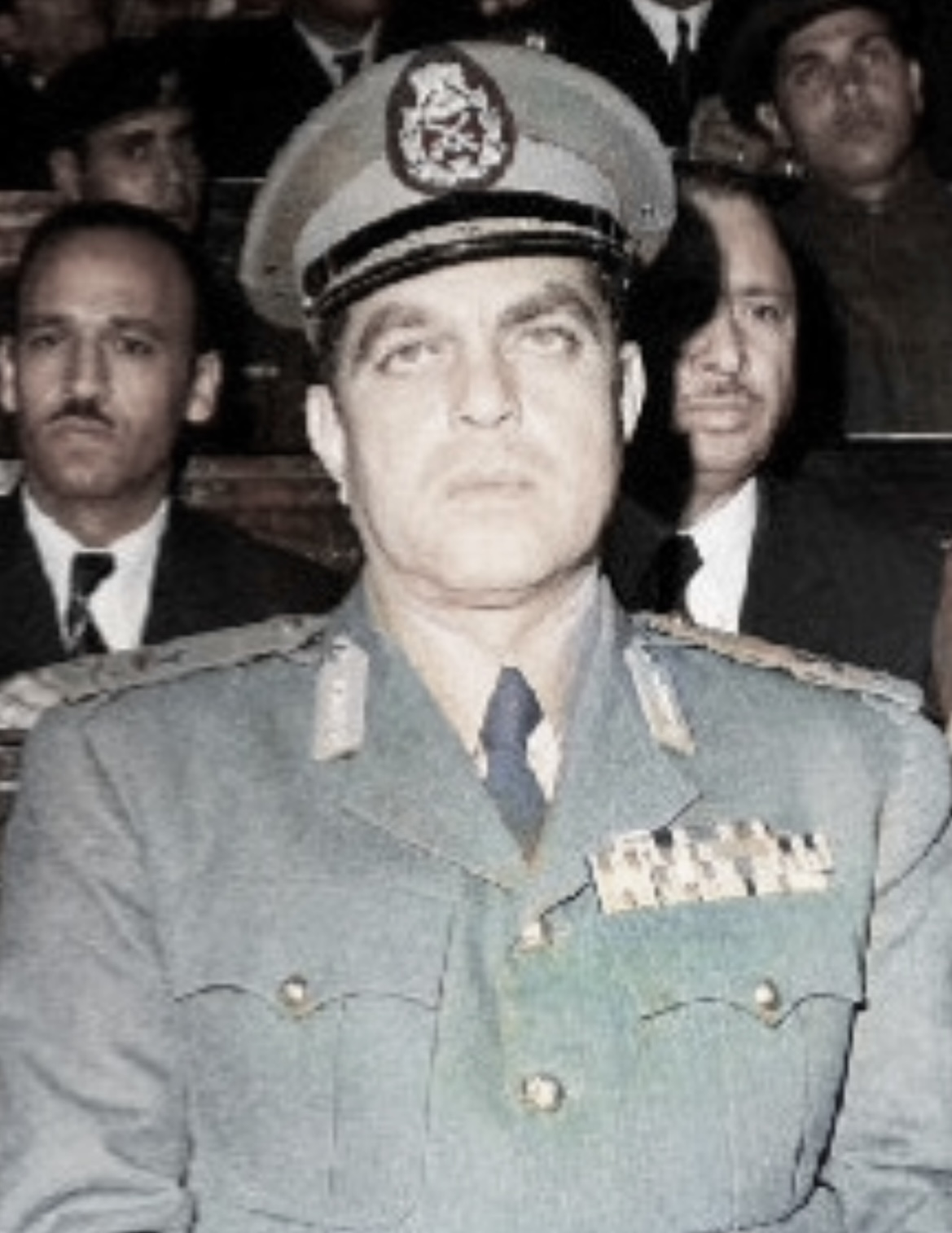
Brigadegeneraal Ahmed Badawy besprak de bruggen in het zuiden.

De vijf bruggenhoofden met elk een divisie consolideerden op maandag 8 oktober tot twee bruggenhoofden met elk een leger. Het 2e Leger bezette met 3 divisies van El Qantara in het noorden tot Deversoir in het zuiden.
Het 3e Leger bezette met twee divisies het zuidelijk uiteinde van de Bittermeren tot een punt ten zuidoosten van Port Tawfiq aan het uiteinde van het Suezkanaal.
In de twee bruggenhoofden lagen 90.000 man en 980 tanks ingegraven.
Elke divisie had twee infanteriebrigades in de voorhoede, een gemechaniseerde infanteriebrigade erachter en een pantserbrigade in reserve.
Ze hadden antitankwapens: 9M14 Maljoetka ATGMs, RPGs, 82 mm B-10 en 107 mm B-11 terugslagloze vuurmonden.
Bij zonsopgang waren de 2e en de 16e divisies de gaping tussen hun bruggenhoofden aan het opvullen. Bij beklimming van een bergrug schoten twee tankpelotons op elkaar vanaf 460 m. In enkele minuten waren beide pelotons twee van hun drie tanks kwijt aan eigen vuur.
Shazly bezocht het front in de vroege morgen en kwam aan bij het hoofdkwartier van het 2e Leger.
Dan ging hij naar het vooruitgeschoven hoofdkwartier van de 2e divisie waar hij met brigadegeneraal Hasan Abu Sa'ada sprak en dan met de frontsoldaten. De meesten hadden twee nachten niet geslapen, maar zijn bezoek pepte hen op.
Shazly ging dan naar het zuiden naar het bruggenhoofd van de 7e divisie van het 3e Leger, waar her verkeer vastzat. Hij sprak met brigadegeneraal Ahmed Helmy Badawy die hem vertelde van moeilijkheden met bruggen leggen door de genie van de 19e divisie verder zuidwaarts, zodat alle bevoorrading voor de 19e divisie langs de bruggen van de 7e divisie moest met een verkeersopstopping tot gevolg.
Niettegenstaande de pauze in de gevechten op zondag was de toestand niet beter.
Soldaten en tankbemanningen verloren contact met hun eenheden en wisten soms niet waar naartoe. Velen zaten door hun voorraden heen en sommige keerden zelfs terug naar de westelijke oever om water en eten te halen.
Na overleg met de genie van het 2e en 3e Leger besefte Shazly dat de Israëlische luchtmacht ten koste van verliezen aan vliegtuigen zoveel brugsegmenten vernield had als het equivalent van drie bruggen. Er waren nog drie bruggen in reserve en er lagen er vijf over het kanaal.
Dat gaf te denken over bevoorrading in de komende dagen en weken.
Shazly stelde voor om drie bruggen te bouwen met aarde en zand, onkwetsbaar voor luchtaanvallen of artillerie. Het hoofd genie van het 3e Leger meende dat dit met genoeg bulldozers mogelijk was in een week.

### De Israëlische tegenaanval

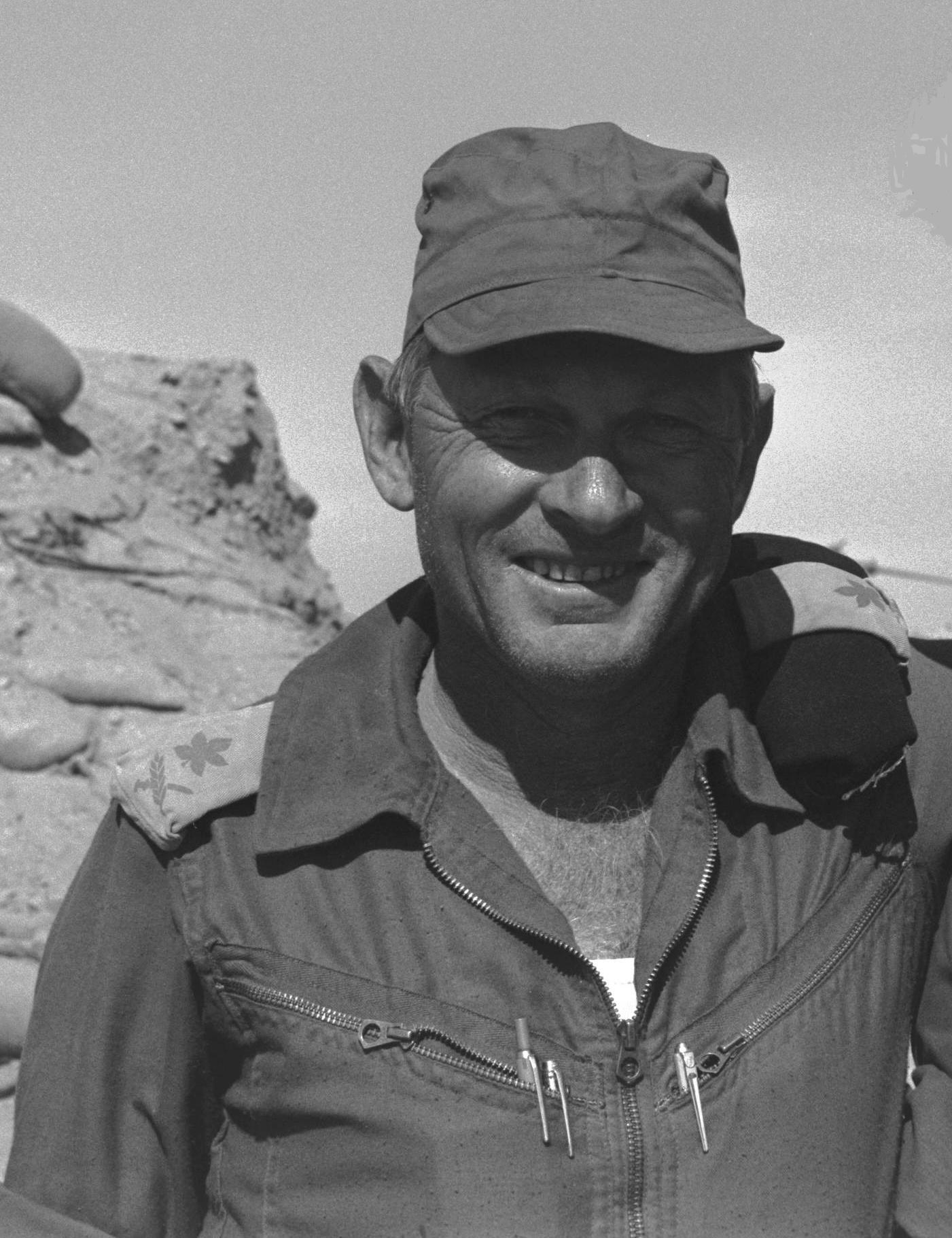
Avraham Adan leidde de tegenaanval.

Kort na 24:00 op 8 oktober ontving Gonen optimistische verslagen dat een instorting van het Egyptische offensief nabij was. Gonen veranderde de plannen voor de tegenaanval. Adan zou aanvallen naar de versterkingen te Firdan en Ismaïlia. Dit verwarde de Israëlische commandanten de rest van de dag.
Adan's 162e divisie met 183 tanks werd naar het noorden gestuurd langs de weg van Baluza naar Tasa. De brigade van kolonel Natke Nir had 71 tanks, Gabi Amir 50 M60 Patton tanks, en Aryeh Keren 62 tanks die nog op komst waren.
Adan wilde Egyptische antitankwapens vermijden door de brigade van Amir naar het zuiden te doen rijden tussen de weg naast het kanaal en de artillerieweg 12 km ten oosten van het kanaal.
Dit zou de brigade verbinden met de versterking “Hizayon” tegenover Firdan en de versterking “Purkan” tegenover Ismaïlia.
Nir zou ook zo rijden om te verbinden met “Purkan”. 
Keren zou ten oosten van de artillerieweg rijden en zijn brigade opstellen tegenover de versterking “Matzmed” aan het noordelijk einde van de Bittermeren
Een gemechaniseerde infanteriebrigade met 44 “Super Shermans”, M4 Sherman maar met een 75 mm kanon, zou de aanval vervoegen laat in de morgen. Luchtsteun was niet verwacht: de Israëlische luchtmacht vocht  tegen de Syrische strijdkrachten.
Om 07:53, minuten voor de geplande Israëlische tegenaanval,  raakten Israëlische troepen bij El Qantara in gevecht met een brigade op de rechterflank van de 18e divisie.
De Egyptische troepen wilden de stad en de omgeving innemen.
De divisiecommandant Fuad 'Aziz Ghali stuurde twee companieën T-62 tanks om de brigade te helpen. Om omsingeling te voorkomen beval Gonen dat Nir bij El Qantara moest blijven en de Egyptische aanval opvangen. Zo had Adan nog 50 tanks onder Amir voor de tegenaanval.
Om 08:06 reed Amir naar de versterkingen in het zuiden. Keren was nog op weg en moest eens aangekomen het bruggenhoofd van de 16e divisie aanvallen naar Matzmed.
Amir navigeerde fout en in plaats van 3 km van het kanaal reed hij 15 km van het kanaal langs de artillerieweg. Zo zou hij frontaal aanvallen in oost-west richting in plaats van noord-zuid in de flank zoals Adan had gepland.
Om 09:00 bereikte Amir de vlakte tussen de artillerieweg en de brug van Firdan zonder Egyptische tegenstand. Hij moest het bruggenhoofd van de 2e divisie aanvallen.
Divisiecommandant Abu Sa'ada had de 24e pantserbrigade als reserve, maar mocht die enkel inzetten bij een Israëlische doorbraak.
Gonen wilde dat Adan de versterking Hizayon bereikte.
Om 09:55 belde Gonen Elazar in Tel Aviv met het verzoek om het kanaal over te steken.
Hij vertelde Elazar goed nieuws.
Elazar was in een andere vergadering en keurde via zijn assistent de oversteek goed en Sharon mocht naar het zuiden rijden.
Om 10:40 stuurde Gonen Adan naar de westelijke oever en Sharon naar Suez.
Adan vroeg een bataljon van Sharon om zijn zuidelijke flank te dekken.
Gonen ging akkoord, maar Sharon niet.
Net voor de aanval trok een bataljon van Amir terug om munitie en brandstof in te slaan.
Om 11:00 begon het andere bataljon de aanval.
25 tanks deden wat voorzien was voor 121 tanks.
De Israëli braken door tot 800 m van het kanaal.
Daar kwamen ze onder vuur van anti-tankwapens, artillerie en tanks.
Het bataljon verloor 18 tanks in enkele minuten en de meeste commandanten waren dood of gewond.
Om 12:30 had Nir zich teruggetrokken van El Qantara met achterlating van een bataljon en kwam hij met twee tankbataljons aan tegenover brug van Firdan.
Toen Amir en Nir de aanval bespraken, kwam Keren aan en Adan beval hem om Nir en Amir te helpen door aan te vallen naar Purkan.
Sharon had Tasa verlaten en reed naar Suez, met achterlating van een compagnie verkenners om belangrijke bergruggen Hamadia en Kishuf te houden, maar niet de noordelijke heuvels als  Hamutal. De brigade van Keren moest die gebieden houden, maar dat bracht Adan in gevaar.
Van de brigade van Amir bleef nog een bataljon over.
Dat moest aanvallen met de 50 tanks van de brigade van Nir.
Amir was verrast, toen een reserve tankbataljon van 25 tanks van kolonel Eliashiv Shemshi aankwam, op weg naar de brigade van Keren.
Amir beval Shemsi met goedkeuring van Adan om Nirs aanval op de brug van Firdan te dekken.
Rond 13:00 zagen verkenners van de 2e divisie 75 tanks ten noordoosten van het bruggenhoofd. Tien minuten nadien luisterden de Egyptenaren een Hebreeuws radiobericht af.
Nir zei dat hij in 20 minuten kon aanvallen.
Abu Sa'ada verwachtte de aanval tussen zijn twee voorste brigades.
Om 13:30 vielen Amir en Nir aan en Abu Sa'ada liet ze ongehinderd door tot 3 km van het kanaal. Dan werden ze van alle kanten beschoten.
In 13 minuten waren de meeste Israëlische tanks vernietigd.
De Egyptenaren vernielden 50 tanks en veroverden er 8 intact.
Bataljonscommandant luitenant-kolonel Asaf Yaguri telde 32 doden en werd krijgsgevangen genomen.
Nir had nog vier tanks over, waaronder de zijne.
Het bataljon van Gabi Amir stopte en vroeg luchtsteun, maar die kwam niet.

### De Egyptische opmars

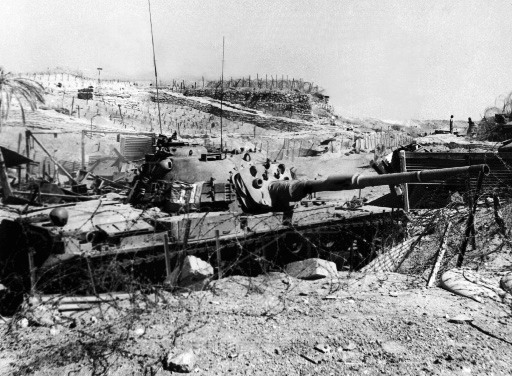
Een uitgeschakelde Israëlische M60 Patton tank in de Bar-Levlinie.

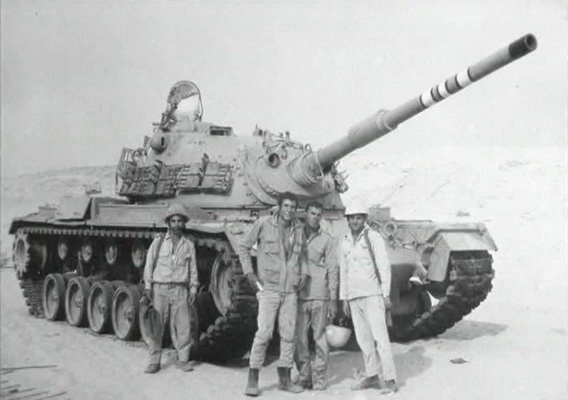
Egyptische soldaten voor een buitgemaakte Israëlische M60 Patton tank.

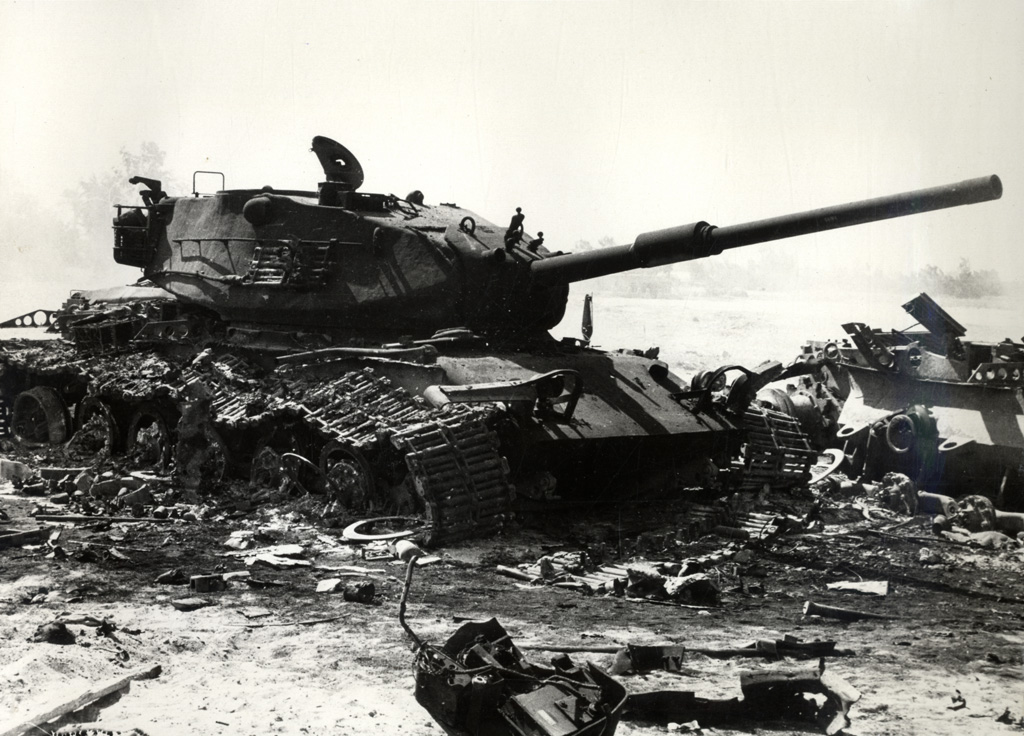
Het wrak van een Israëlische M60 Patton tank na een tegenaanval.

Operatie Badr eiste diepere bruggenhoofden op 8 oktober. De gemechaniseerde infanteriebrigades moesten tussen de twee infanteriebrigades naar voor rijden en de tankbrigade moest aansluiten.
In de namiddag van 8 oktober voerde de Egyptische artillerie beschietingen uit en de Egyptische luchtmacht luchtaanvallen over heel het front.
De Israëli, die dachten dat ze een tegenaanval uitvoerden, waren verrast door de oprukkende Egyptische troepen.
De Egyptische troepen kwamen tussen 9 en 12 km van het kanaal.
In de sector van het 2e Leger boekte de 16e infanteriedivisie het meest vooruitgang en ze bezette strategische stellingen te Mashchir, Televiza, Missouri en Hamutal na gevechten van 14:00 tot 16:30.
Hamutal was 15 km van het kanaal en beheerste het kruispunt van Ismaïlia en de artillerieweg. Brigadegeneraal Adil Yusri verloor zijn been in de aanval.
Het 3e Leger rukte tot 18 km van het kanaal op.
De Egyptenaren namen nog forten van de Bar-Levlinie in.
De 16e infanteriebrigade van de 16e infanteriedivisie nam “Fort Matzmed” in met twee versterkingen 500 meter uiteen. Het bataljon dat het fort moest innemen faalde in de eerste poging.
Een tweede aanval na middernacht bezette de noordelijke versterking.
De zuidelijke versterking viel voor zonsopgang.
De Israëli telden 20 doden en 37 krijgsgevangenen.
In het zuiden nam een bataljon van de 19e infanteriedivisie “Fort Mafzeah” in.
Twee aanvallen sinds 6 oktober waren mislukt.
Toen merkten de Egyptenaren een spotter die Israëlische artillerie en luchtaanvallen aanstuurde vanuit een voormalige waarnemingspost van de UNTSO.
Toen die uitgeschakeld was, nam het bataljon het fort in.
De Israëli telden 38 doden en 15 krijgsgevangenen.
De brigade van Keren viel de heuvel Hamutal aan. Een bataljon bood dekking, terwijl de bataljons van 
Luitenant-kolonels Dan Spair en Amir (niet Gabi Amir) aanvielen met 27 tanks. 1 km van de Egyptische stelling werd de tank van Dan Shapir geraakt en sneuvelde hij, waarmee ook de aanval van zijn bataljon stopte. Amir vocht verder tot de schemering en verloor zeven tanks.
Gonen besefte de ernst van de positie van Adan en beval Sharon om 14:45 om terug te trekken.
De brigade van Erez kwam Keren helpen, maar slechte coördinatie tussen de commandanten konden ze de heuvel Hamutal niet innemen. Op het einde van de dag had Adan's divisie 100 tanks verloren.
Op 8 oktober hadden de Egyptenaren hadden bruggenhoofden 15 km diep op de oostelijke kanaaloever gevestigd en de tegenaanval van een Israëlische divisie afgeslagen en zo alle doelstellingen van Operatie Badr bereikt.
Op het einde van 8 oktober zei Gonen: 

Dit is niet het Egyptisch leger van 1967.

In een persconferentie in de avond van 8 oktober zei Elazar dat de vernietiging van het Egyptisch leger nabij was en dat het Israëlisch defensieleger

hun benen zou breken

### 9 oktober

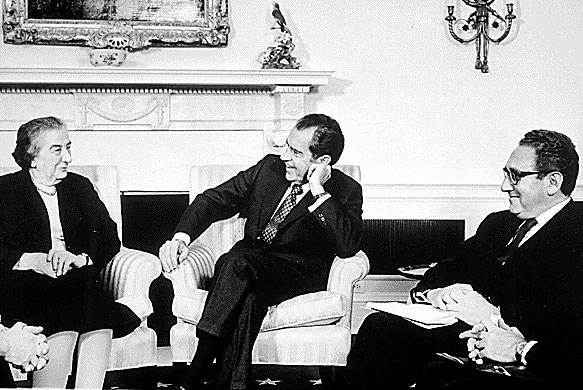
Golda Meïr, Richard Nixon en Henry Kissinger in oktober 1973

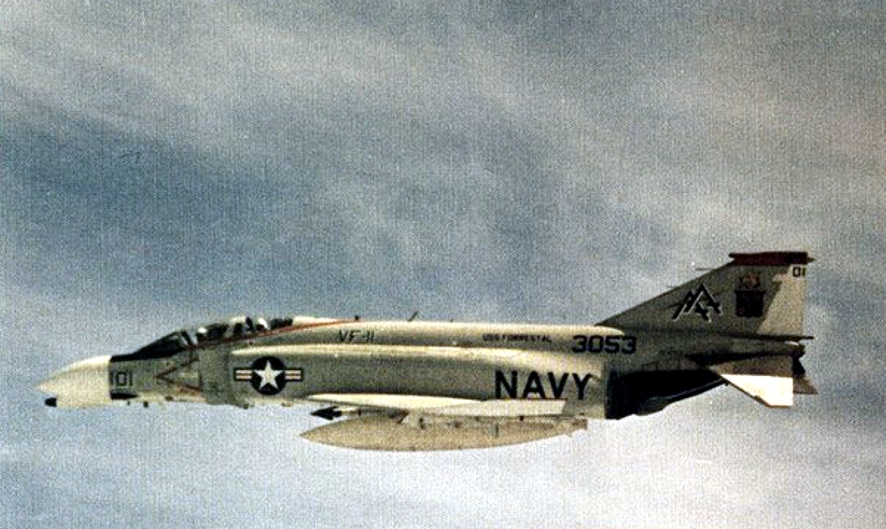
De Israëlische luchtmacht had in 34 uur 28 vliegtuigen verloren, maar de United States Air Force leverde met Operation Nickel Grass 36 McDonnell Douglas F-4 Phantom II vanaf Amerikaanse luchtmachtbases met tussenlandingen op de Azoren en op een vliegdekschip en bijtanken in de lucht uit Boeing KC-135 Stratotankers naar Luchthaven Ben-Gurion.

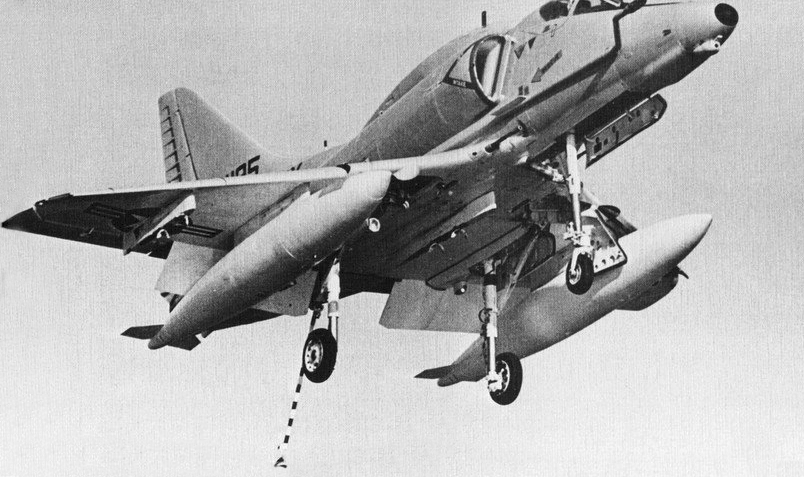
Een A-4 Skyhawk maakt een tussenlanding op een vliegdekschip. De Israëlische luchtmacht had in 34 uur 38 vliegtuigen verloren, maar de United States Air Force leverde met Operation Nickel Grass 36 A-4 Skyhawks vanaf de fabriek in Saint Louis (Missouri) met bijtanken in de lucht uit Boeing KC-135 Stratotankers naar Luchthaven Ben-Gurion.

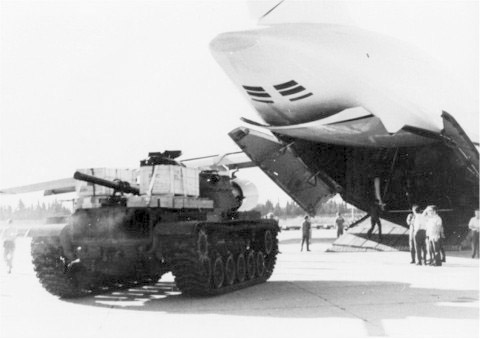
De Israëlische landmacht had 400 tanks verloren, maar de Verenigde Staten leverden met Operation Nickel Grass vanaf 14 oktober nieuwe, hier een M60 Patton vanuit een Lockheed C-5 Galaxy militair transportvliegtuig van de United States Air Force op Luchthaven Ben-Gurion.

De tegenaanval van 8 oktober verraste Kissinger en om 06:00 de ochtend van 9 oktober vroeg hij de Israëlische ambassadeur Simcha Dinitz:

Leg mij uit, hoe kunnen 400 tanks verloren zijn tegen de Egyptenaren?

Dinitz zei dat Golda Meïr op voorstel van Moshe Dayan 13 kernwapens van 20 kiloton TNT-equivalent liet gereedmaken voor inzet tegen Egypte en Syrië.
Van 18:10 tot 18:35 die dag zei Kissinger in aanwezigheid van generaal Brent Scowcroft en Peter Rodman tegen Dinitz dat president Richard Nixon Operation Nickel Grass had bevolen om alle Israëlische verliezen aan te vullen.
Na middernacht op 9 oktober beval Elazar om alle offensieven te staken tot de Syriërs uitgeschakeld waren omdat nog maar 400 tanks in de Sinaï overbleven.
Sharon negeerde dit bevel en viel op 10 oktober aan met een brigade. Op het einde van de dag waren ze teruggeslagen met verlies van 60 tanks.
Gonen was woedend op Sharon omdat hij herhaaldelijk bevelen negeerde. Elazar was ook kwaad, maar spaarde de ongehoorzame maar vindingrijke Sharon. Hij riep Haim Bar-Lev terug uit pensioen en degradeerde Gonen tot diens adjunct.
Het succes van Operatie Badr verraste de Egyptische commandanten en hun zelfvertrouwen groeide. Sadat werd aangezet om het offensief uit te breiden naar de bergpassen van de Sinaï, maar hij bleef bij zijn oorspronkelijk doel van een beperkte oorlog. Ahmed Ismail en Shazly waren het eens met Sadat. Op 9 oktober waren de Syriërs wanhopig en beval Sadat om politieke redenen van op te rukken tegen de wil in van zijn commandanten in de Slag om de Sinaï.
Tegen 10 oktober zat het front vast. Op 10 oktober bracht een vliegtuig van El Al Amerikaanse wapens uit Virginia, waaronder AIM-9 Sidewinder lucht-luchtraketten.

## Gevolgen

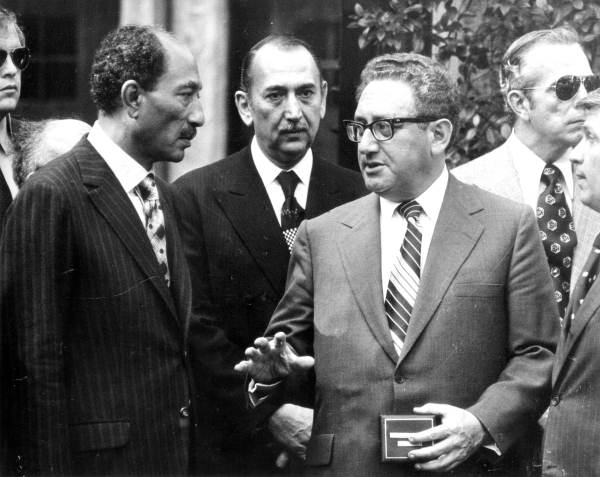
Anwar Sadat (links) en Henry Kissinger (rechts) in november 1973

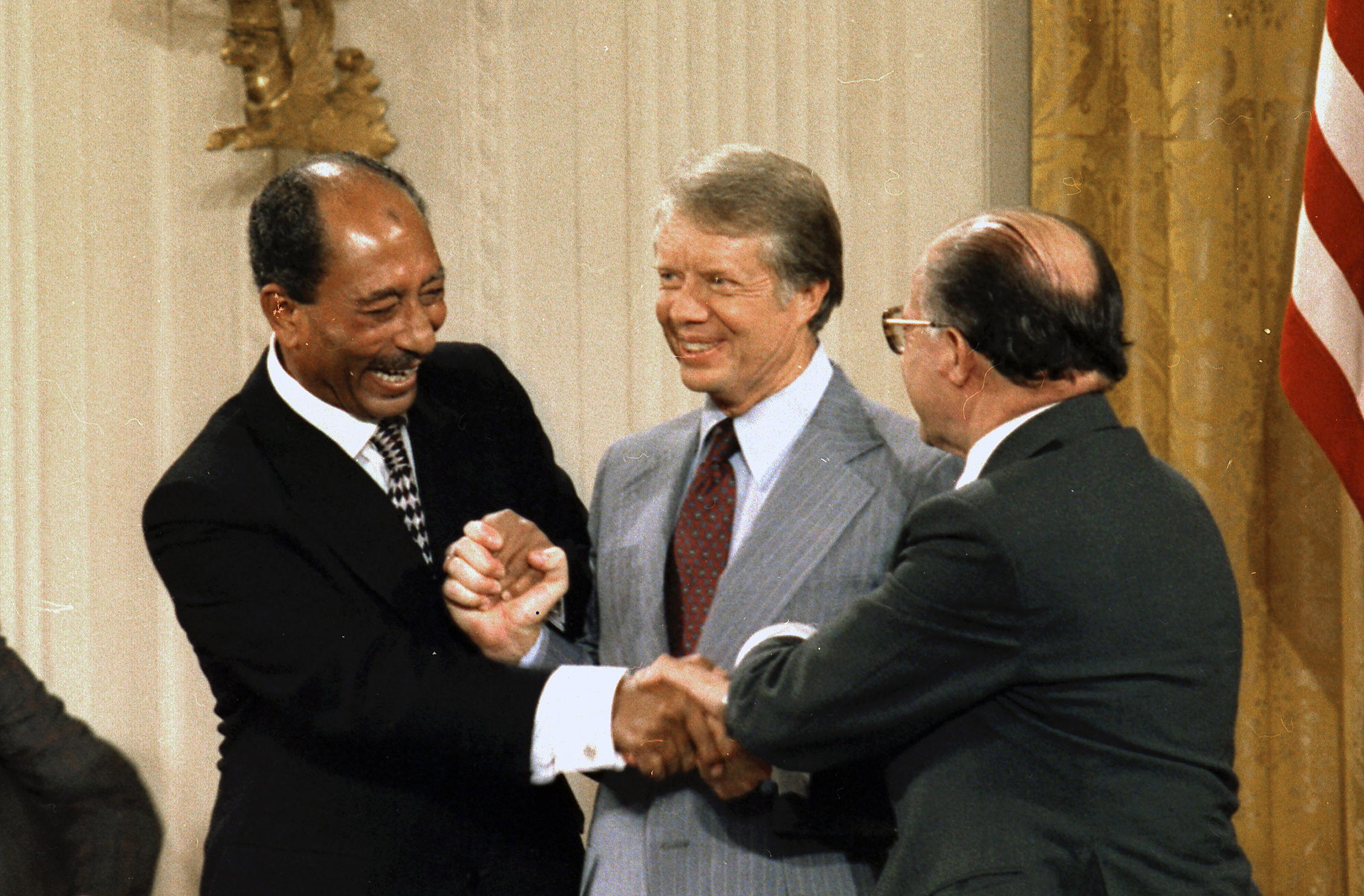
Anwar Sadat, Jimmy Carter en Menachem Begin sluiten vrede met de Camp David-akkoorden van 1978. Zo kreeg Anwar Sadat heel de Sinaï terug in ruil voor vrede.

In Israël onderzocht vanaf eind november 1973 tot april 1974 de Commissie Agranat, voorgezeten door opperrechter Shimon Agranat de tekortkomingen van het leger en de politiek. Meerdere officieren waaronder Elazar, Gonen, en Eli Zeira werden ontslagen. Golda Meïr won met haar Arbeidspartij (Israël) de verkiezingen in december 1973, maar nam op 11 april 1974 ontslag. Op 3 juni 1974 volgde Yitzhak Rabin haar op en Moshe Dayan bleef aan. Bij de verkiezingen van 17 mei 1977 kwam de Likoed partij van Menachem Begin aan de macht.
De Jom Kipoer-oorlog overtuigde zowel Israël als Egypte tot onderhandeling. Dit leidde door bemiddeling van de Verenigde Staten tot de Camp David akkoorden van 1978, waarbij Anwar Sadat langs diplomatieke weg heel de Sinaï terugkreeg in ruil voor een vredesakkoord in 1979. 
In 1978 ontvingen Sadat en Begin te Oslo de Nobelprijs voor de vrede voor hun bijdrage aan de twee vredesakkoorden in het Midden-Oosten en aan de vrede tussen Egypte en Israël die ondertekend werden in Camp David op 17 september 1978. Op 6 oktober 1981 schoten fundamentalistische militairen, leden van de Egyptische Islamitische Jihad, die de vrede verraad vonden, Sadat te Caïro dood tijdens een parade. 